# Kulturní buddhistické památky v Číně
Kulturní buddhistické památky v Číně jsou památky nacházející se v Čínské lidové republice. Rozprostírají se po celém území Číny, tedy v různých oblastech. Památky nebyly vytvořeny v jednom časovém období ani jednotným stylem. Většina památek je zapsána na seznam světového dědictví UNESCO.

## Severozápad

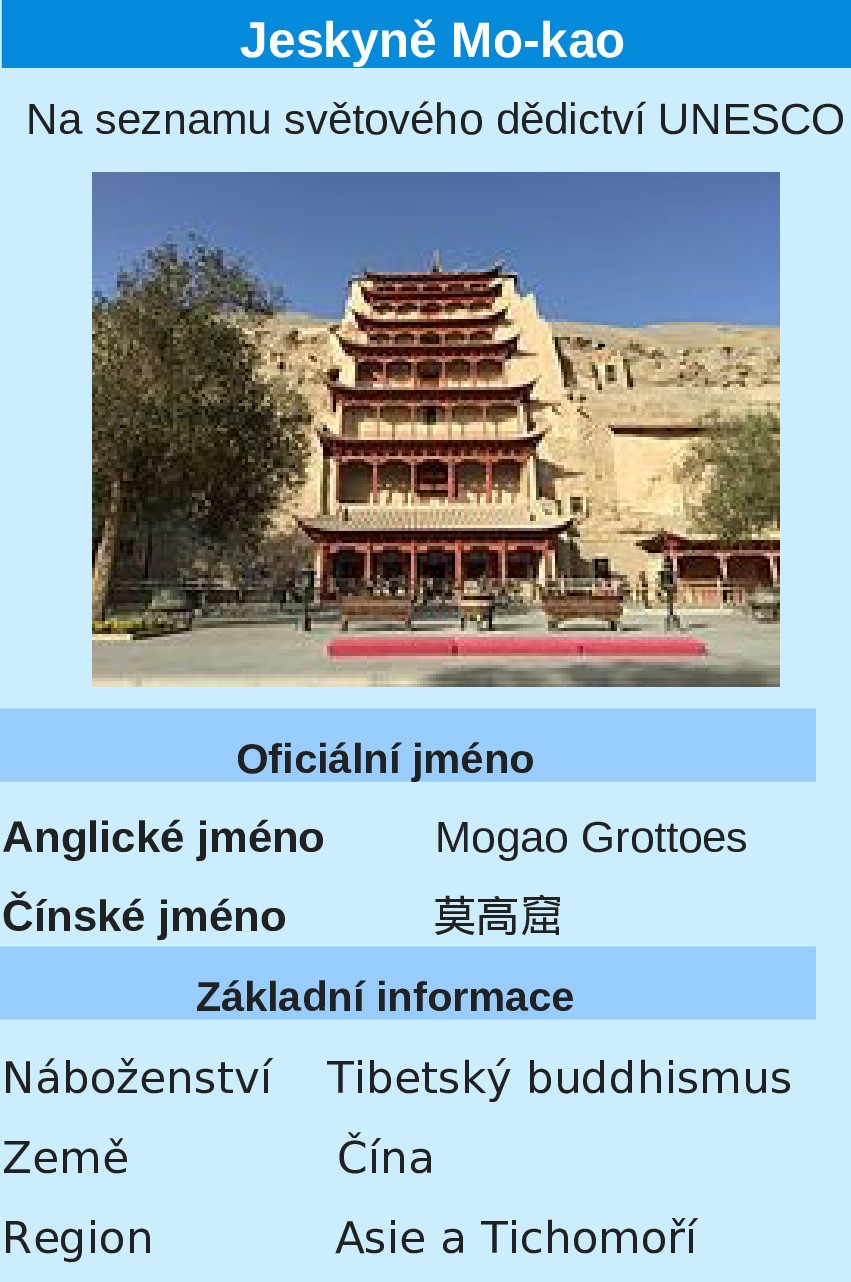

Meditační socha Buddhy v jeskyni 259 je známá jako „Východní Mona Lisa"

### Jeskyně Mo-kao
Jeskyně Mo-kao (čínsky 莫高窟, pinyin mò gāo kū), známé též jako Jeskyně tisíce buddhů (Čchien-fo-tung)  či Tunchuangské jeskyně, se nacházejí v provincii Kan-su (čínsky 甘肃, pinyin Gānsù). Jsou rozsáhlým komplexem jeskynních staveb. Oblast byla osídlena již od starověku a ležela na jedné z důležitých křižovatek pozemní hedvábné stezky. Byly vystaveny v průběhu období jižních a severních dynastií, dynastií Suej, Tchang, období Pěti dynastií a deseti království, období západní Šia a dynastie Jüan. Jeskyně zahrnují nejen starou Čínu ale i tradiční kulturu západních regionů Číny. Proto si získala pověst „World Art Gallery“, „Museum on the Wall“ a „World Art Treasure“ díky nástěnným malbám a barevných plastik. Jeskyně Mo-kao od popularizace utrpěly mnoho škod způsobených člověkem, ztratilo se velké množství kulturních památek a většina jich bylo poškozeno. Společně s jeskyněmi Jün-kang a Lung-men patří mezi tři největší jeskyně v Číně. V roce 1961 byly jeskyně prohlášeny Státní radou Čínské lidové republiky. V prosinci 1987 byly jeskyně Mo-kao zapsány na seznam světového kulturního dědictví.

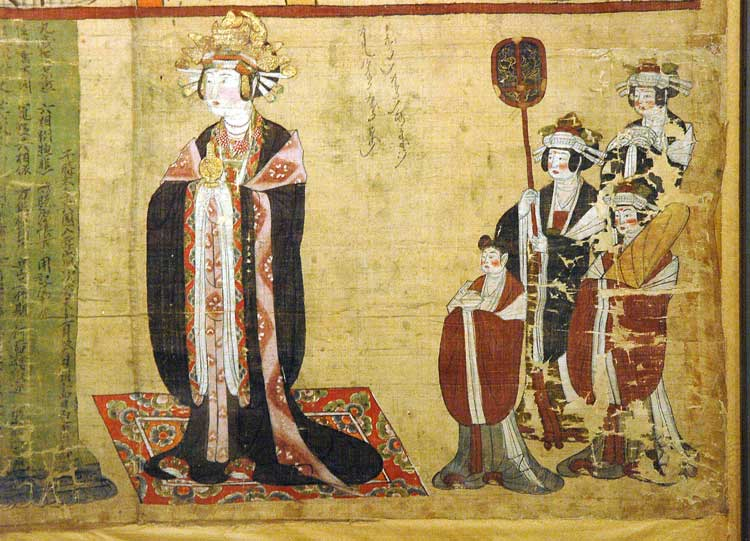
Hedvábná malba tibetské bódhisattvy v jeskyni 17. Nyní ve sbírce muzea v Jimei, Francie, Paříž

#### Historie
Podle legendy mnich Le Cun v roce 366 prošel horou a uviděl, jak svítí zlaté světlo Buddhovo. První jeskyně byla vyříznuta ve skalní stěně. Později zde mistr Faliang a další stavěli jeskyně, aby zde praktikovali meditaci, zvanou „Mogao Grottoes", což znamená „vysoko v poušti". Vládci severní dynastie Wej, západní dynastie Wej a Severní dynastie Čou podporovali buddhismus a vystavování konstrukcí jeskyní. Během dynastií Suej a Tchang společně s prosperitou Hedvábné stezky vzkvétali i jeskyně. V průběhu období Uikchur se jeskyně dosáhly největšího vrcholu. Za dynastie Jüan, kdy dochází k opuštění Hedvábné stezky se stavba jeskyní postupně zastavuje až mizí. Na tyto jeskyně byla znovu upoutána pozornost až po 40 letech císařem Kchang-ši za dynastie Čching.

#### Rozložení
Jeskyně jsou rozděleny na severní a jižní oblasti. V jižních částech, které jsou hlavním orgánem jeskyní je místo, kde se mniši mohou věnovat náboženským činnostem. V severních částech je místo, kde mniši cvičí, žijí a pochovávají se po smrti. Nachází se zde celkem 462 jeskynní s nástěnnými malbami, které pokrývají 45 000 metrů čtverečních a 2 415 sochami. Nástěnné malby se nacházejí po všech stěnách, stropu a buddhistickém oltáři. Obsah je rozsáhlý a hluboký, zejména sedm druhů témat, jako jsou sochy Buddhy, buddhistické příběhy, buddhistická historická místa, změny osnov, bohové, dárci, ozdobné vzory a další představení. Vyskytují se zde i obrazy ze všech aspektů společenského života, jako je lov, zemědělství, textil, doprava, válka, stavba, tanec, manželství a pohřeb.

#### Objev knihovny
V roce 1900 taoistický mnich Wang Jüan-lu, který žil v jeskyních Mo-kao provádí rozsáhlé čištění, aby přeměnil část jeskyně na taoistickou. Když čistil bahno pro jeskyni 16, náhodou objevil malé dveře na zdi Jung-tao na severní straně. Tato jeskyně obsahovala více než 50 000 kulturních památek. Jeskyně jsou velmi významným objevem v čínské archeologii, byly zde nalezeny rukopisy, ryté skripty, buddhistická písma, konfuciánské klasiky, romány, poezie, historické záznamy, katastrální záznamy, účetní knihy, kalendáře, dopisy atd.

#### Odcizení
Poté, co mnich Wang Jüan-lu objevil tibetskou jeskyni písem, opakovaně informoval vládu Čching, ale byl ignorován. Toto chování okamžitě přilákalo mnoho západních archeologů a průzkumníků, kteří od Wang Jüan-lu koupili velké množství cenných knih a nástěnných maleb.
- V roce 1907, britský archeolog Aurel Stein [7]vyměnil 24 krabic spisů a 5 krabic uměleckých děl. V roce 1914 přichází znovu a vyměňuje 570 dokumentů. Většina této sbírky je věnována Britskému muzeu a muzeím v Indii. Britské muzeum vlastní největší sbírku kulturních památek Dunhuang na světě.

- V roce 1908, francouzský archeolog Bercy (francouzsky Paul Eugène Pelliot) vyměňuje přes více než 10 000 dokumentů. Většina je věnována Francouzské národní knihovně.

- V roce 1909 představuje knihy vědcům v Pekingu. Výsledkem bylo, že více než 50 000 tibetských písem je umístěno v Čínské národní knihovně.

- V roce 1914, ruský buddhistický učenec Oldenburg vykopal tibetské buddhistické jeskyně a získal více než 10 000 kusů kulturních památek, které jsou v současnosti ukryty v Ústavu orientálních studií na Ruské akademii věd.

Oxid uhličitý produkovaný dýcháním může potenciálně poškodit nástěnné malby, takže počet denních návštěvníků je omezený.

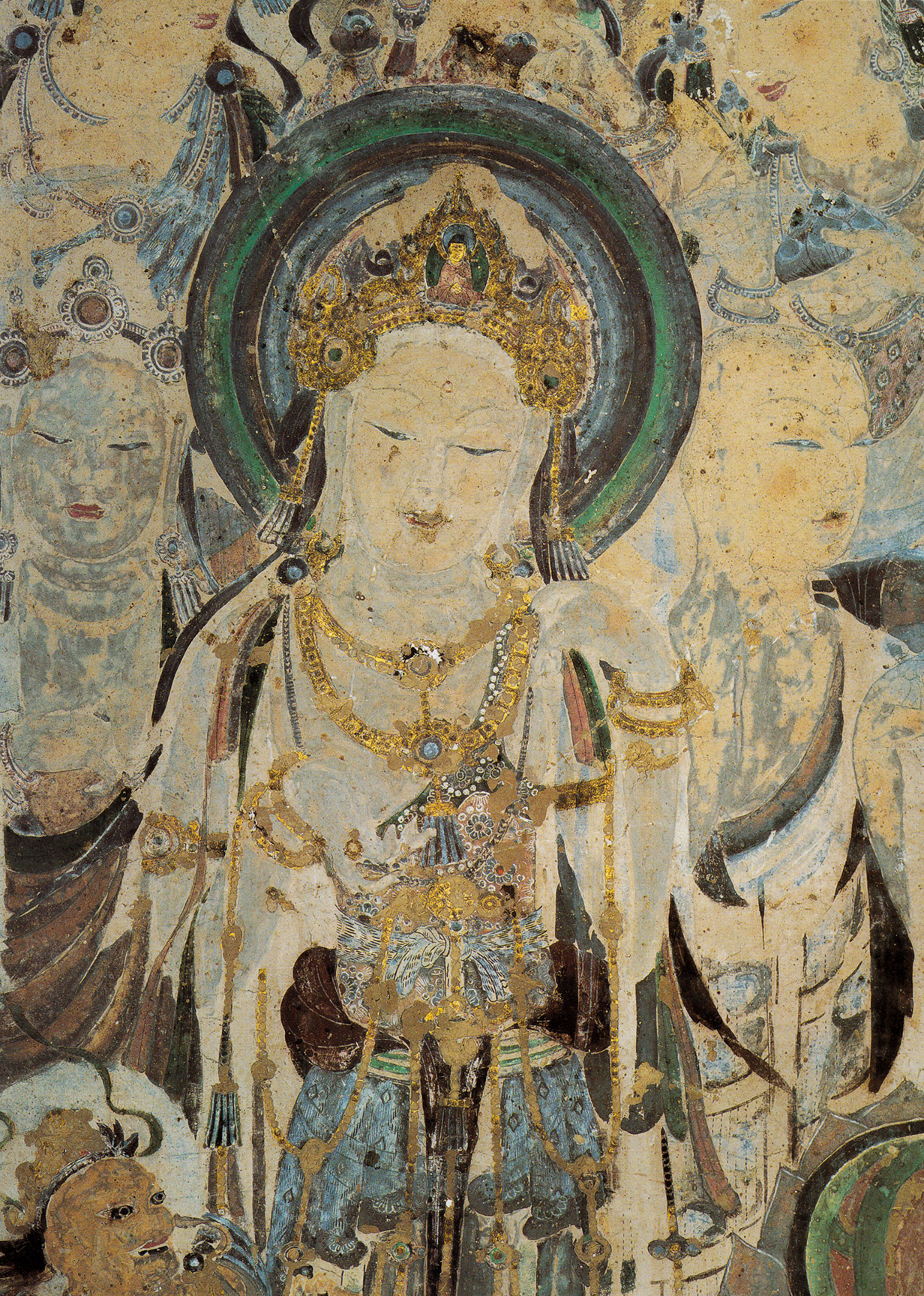
Nástěnná malba Avalokitesvara (Guanyin), uctívání Bodhisattvů a Mendicantů v jeskyni 57.
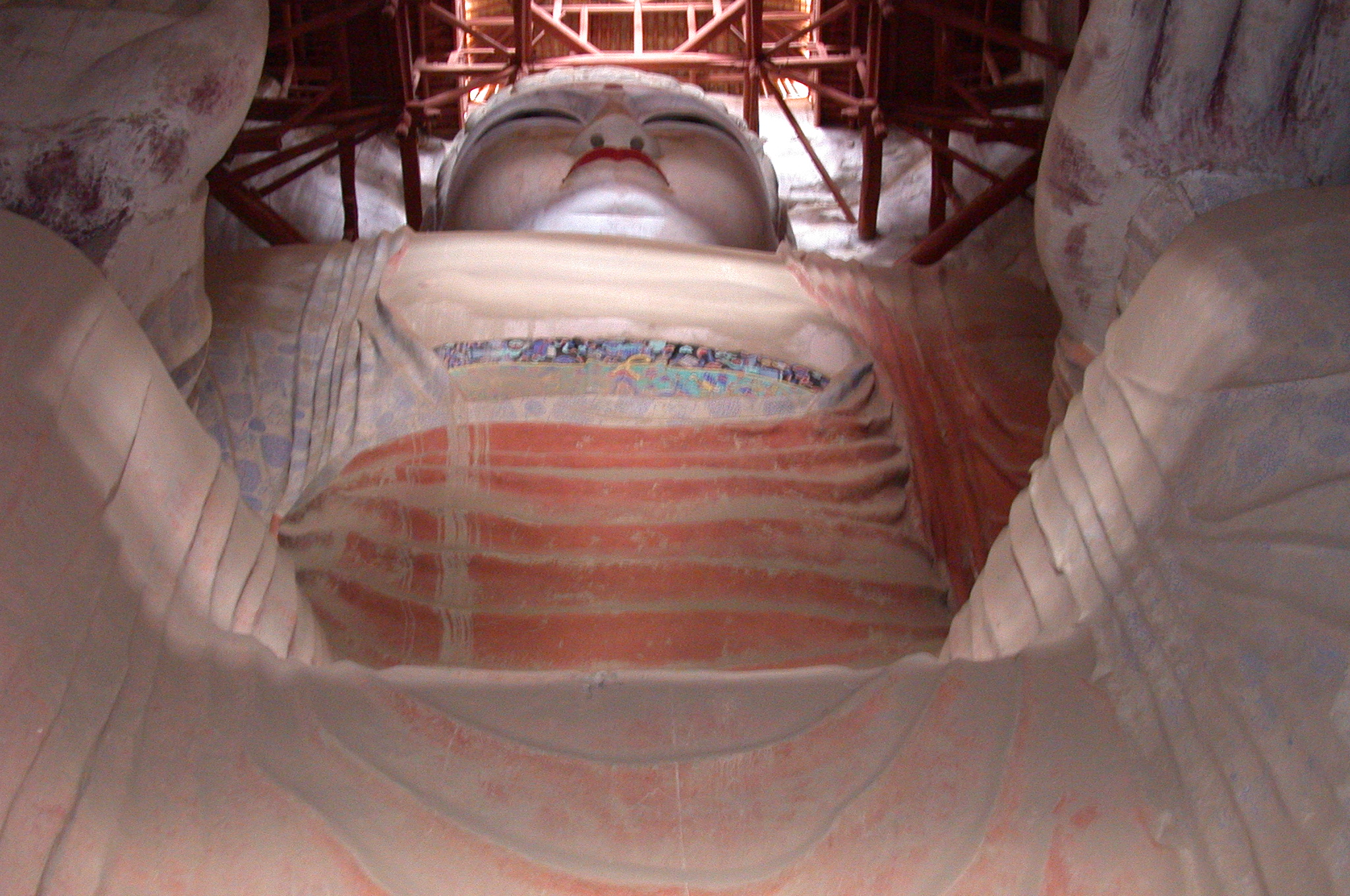
Velký Buddha, jeskyně 96
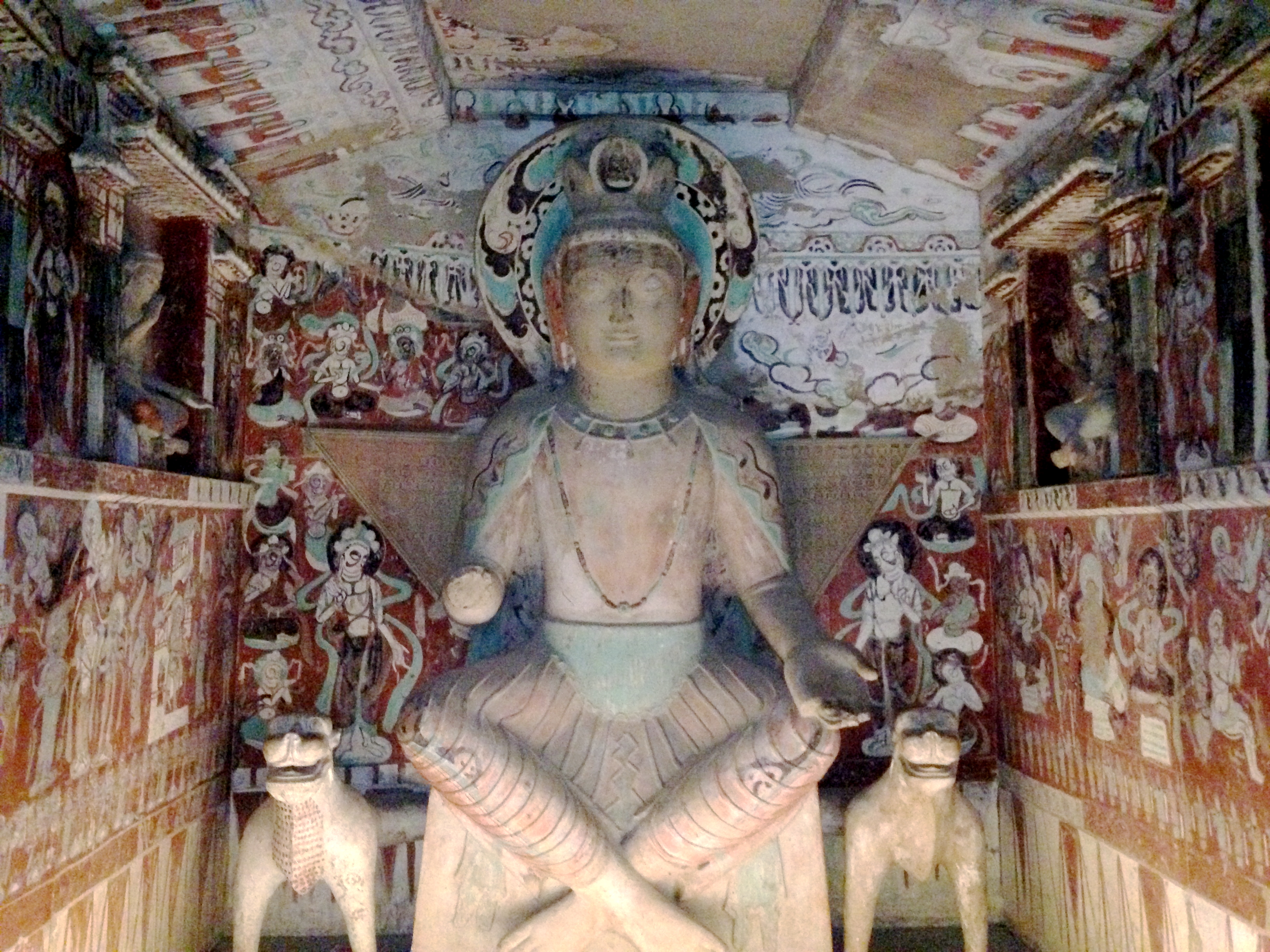
Postava Maitreya Buddhy v jeskyni 275 od Northern Liang
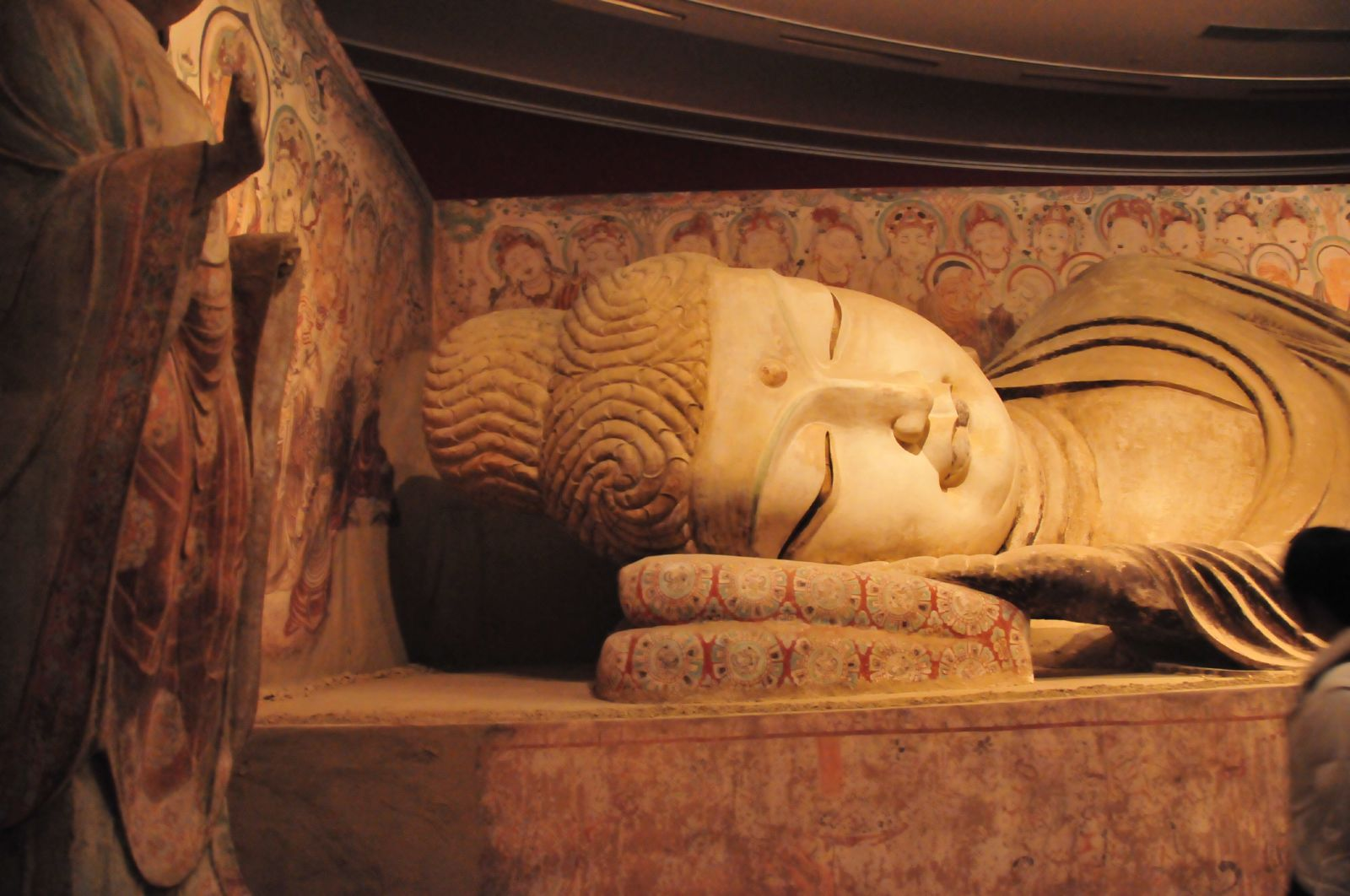
Reprodukce ležícího Buddhy tibetského období z jeskyně 158. Národní muzeum umění Číny, Peking.
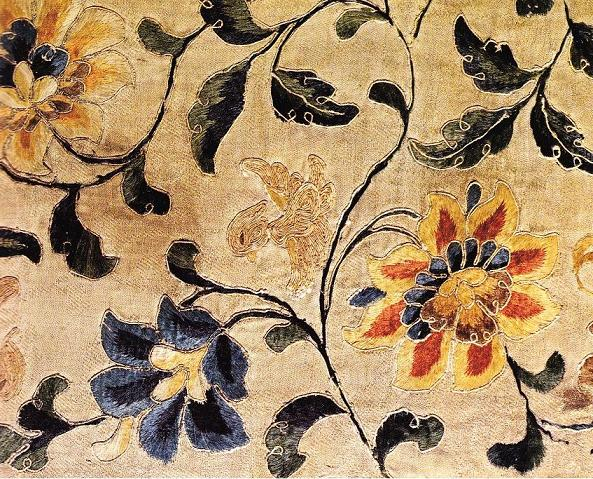
Detail vyšívaného panelu z jeskynní knihovny. Ve středu květů je malá kachna.
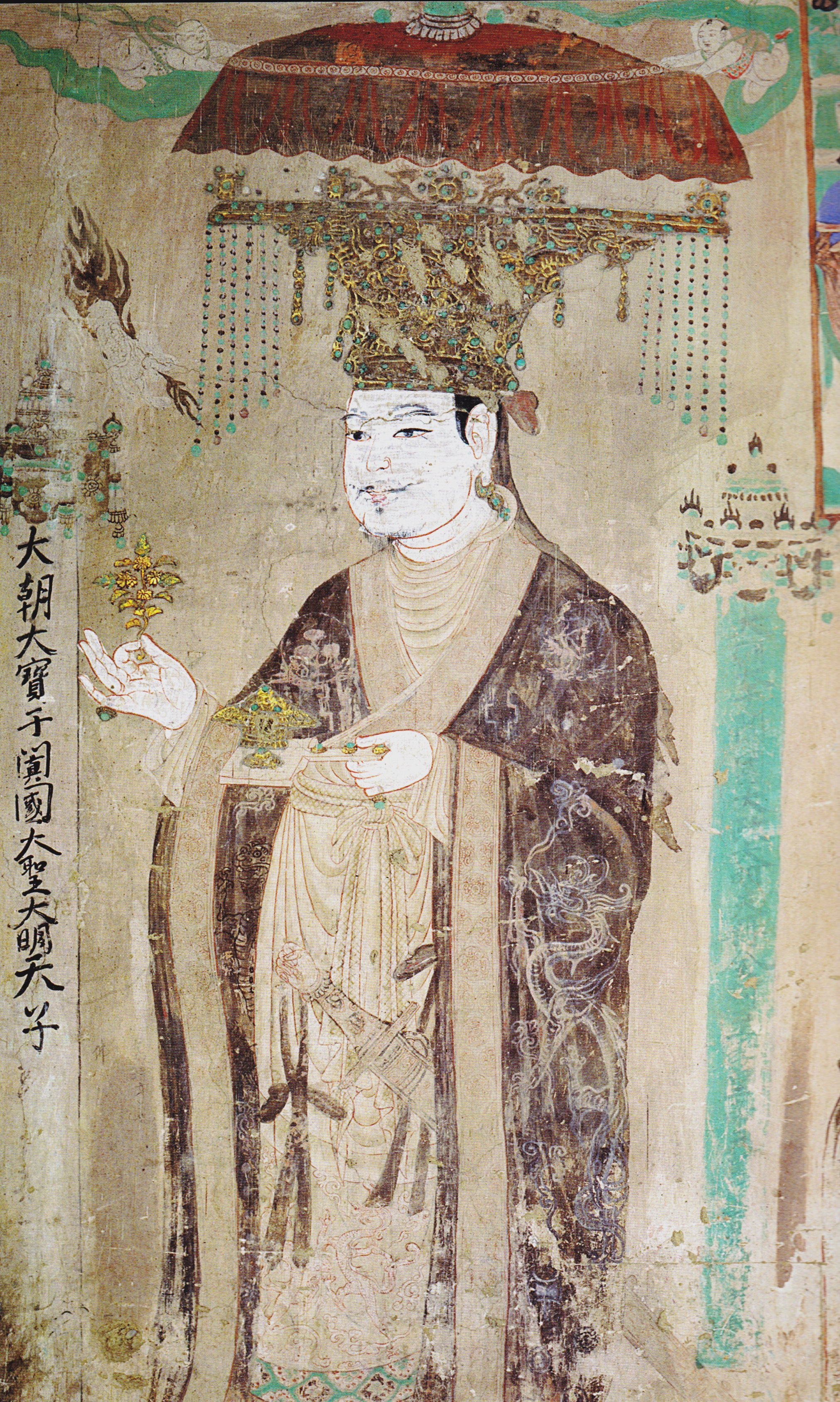
Khotanský král
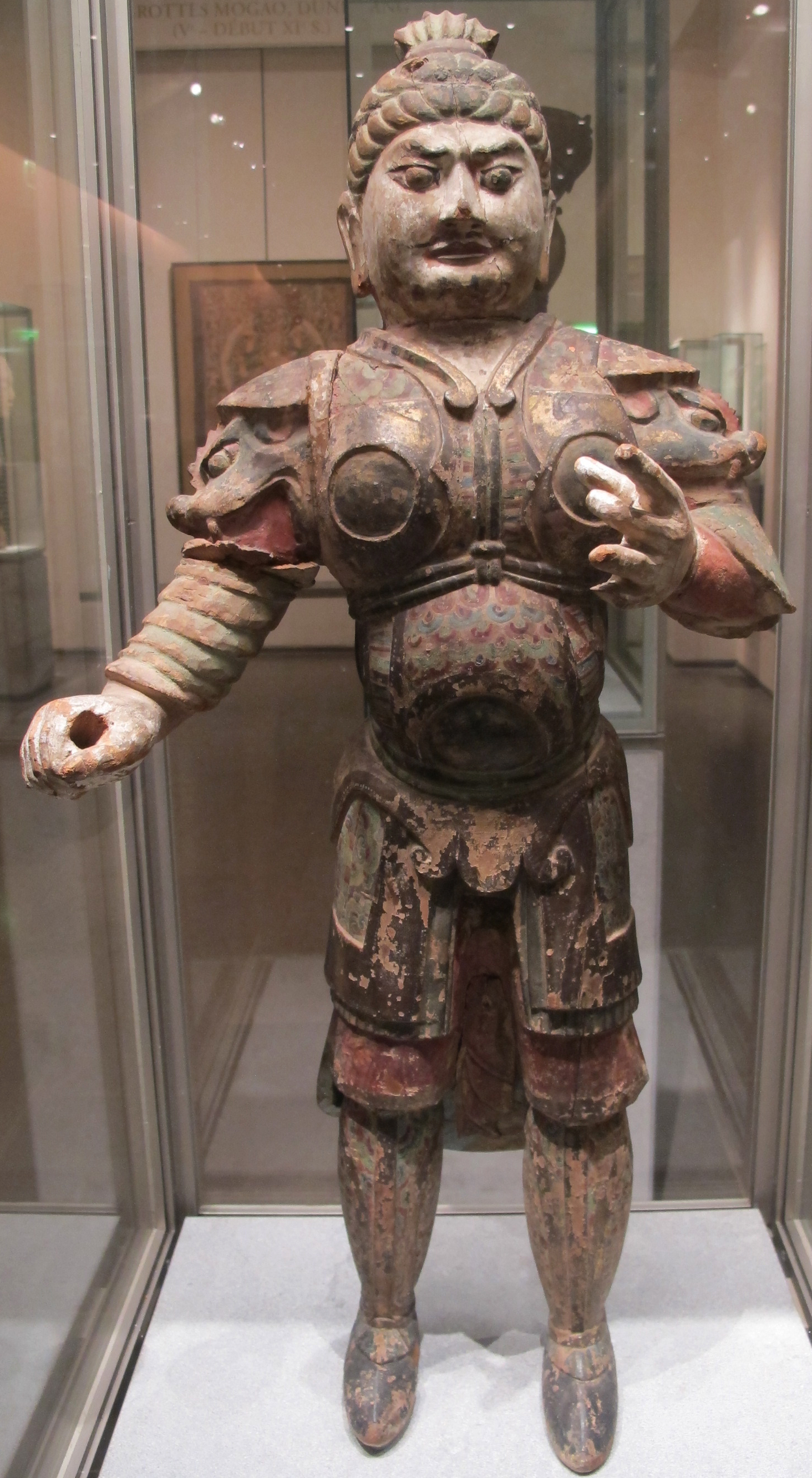
Postava strážce Lokapyla, Musée Guimet, Francie, Paříž
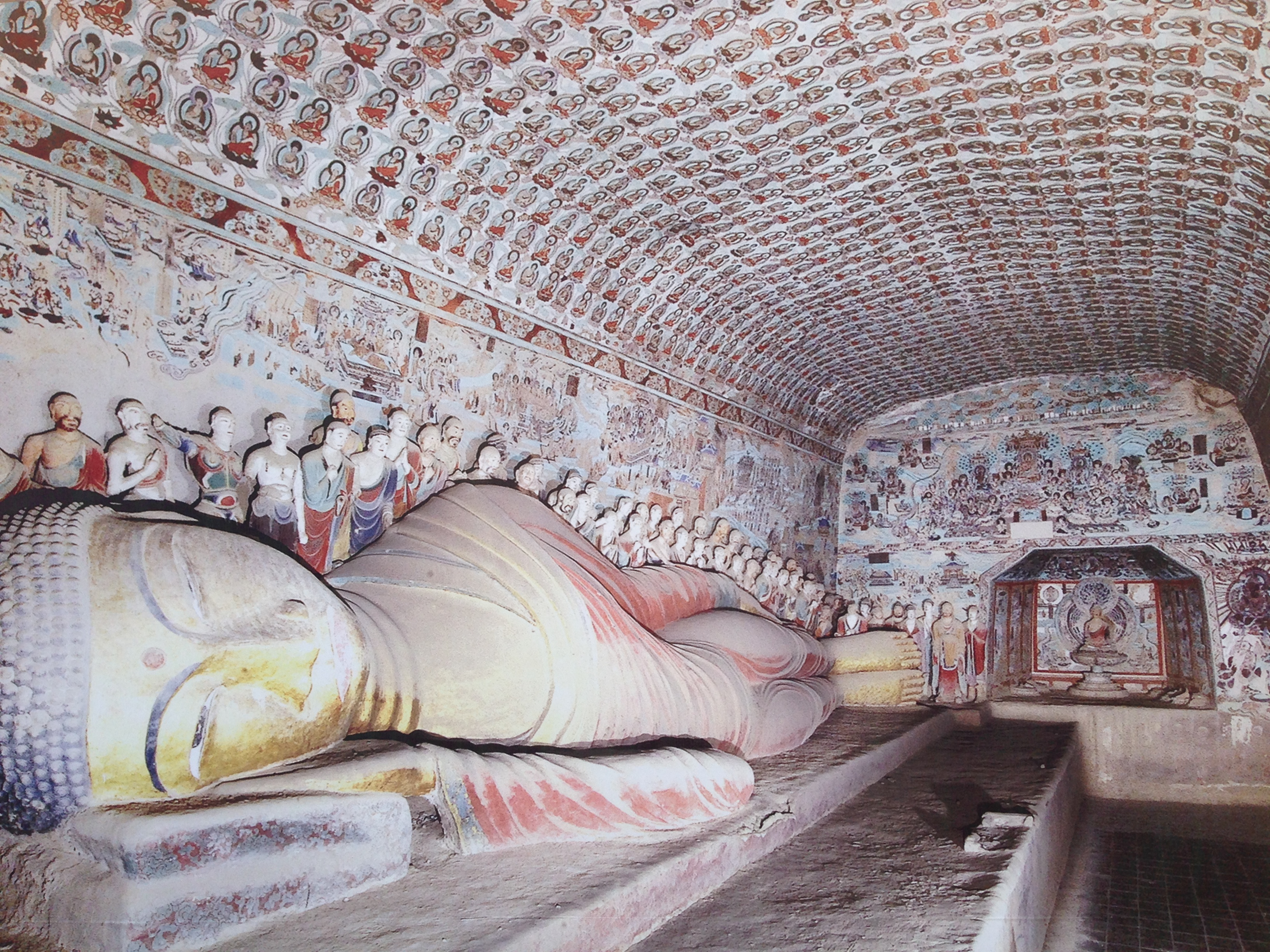
Ležící Buddha v jeskyni 148.
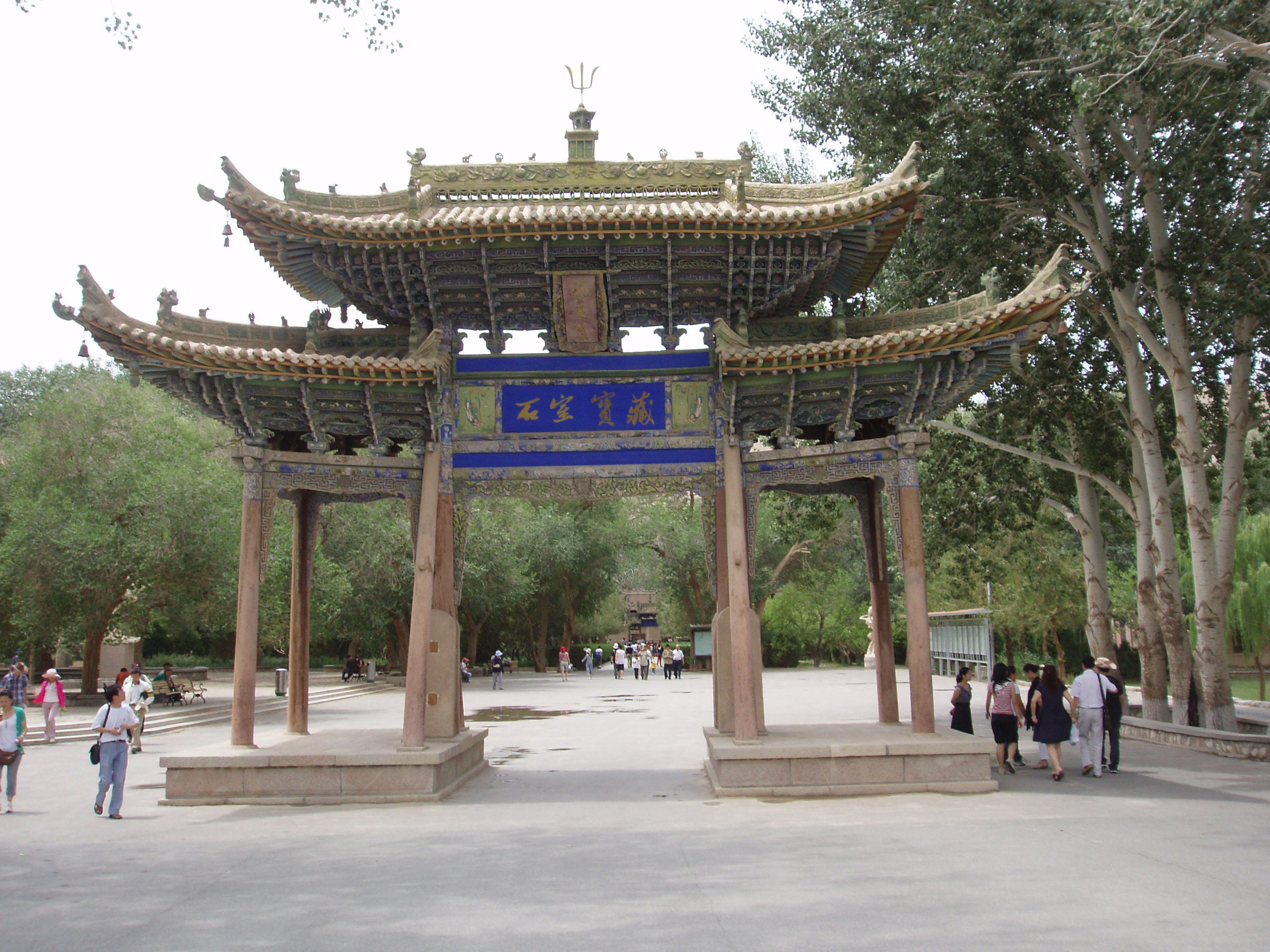
Brána do jeskyní
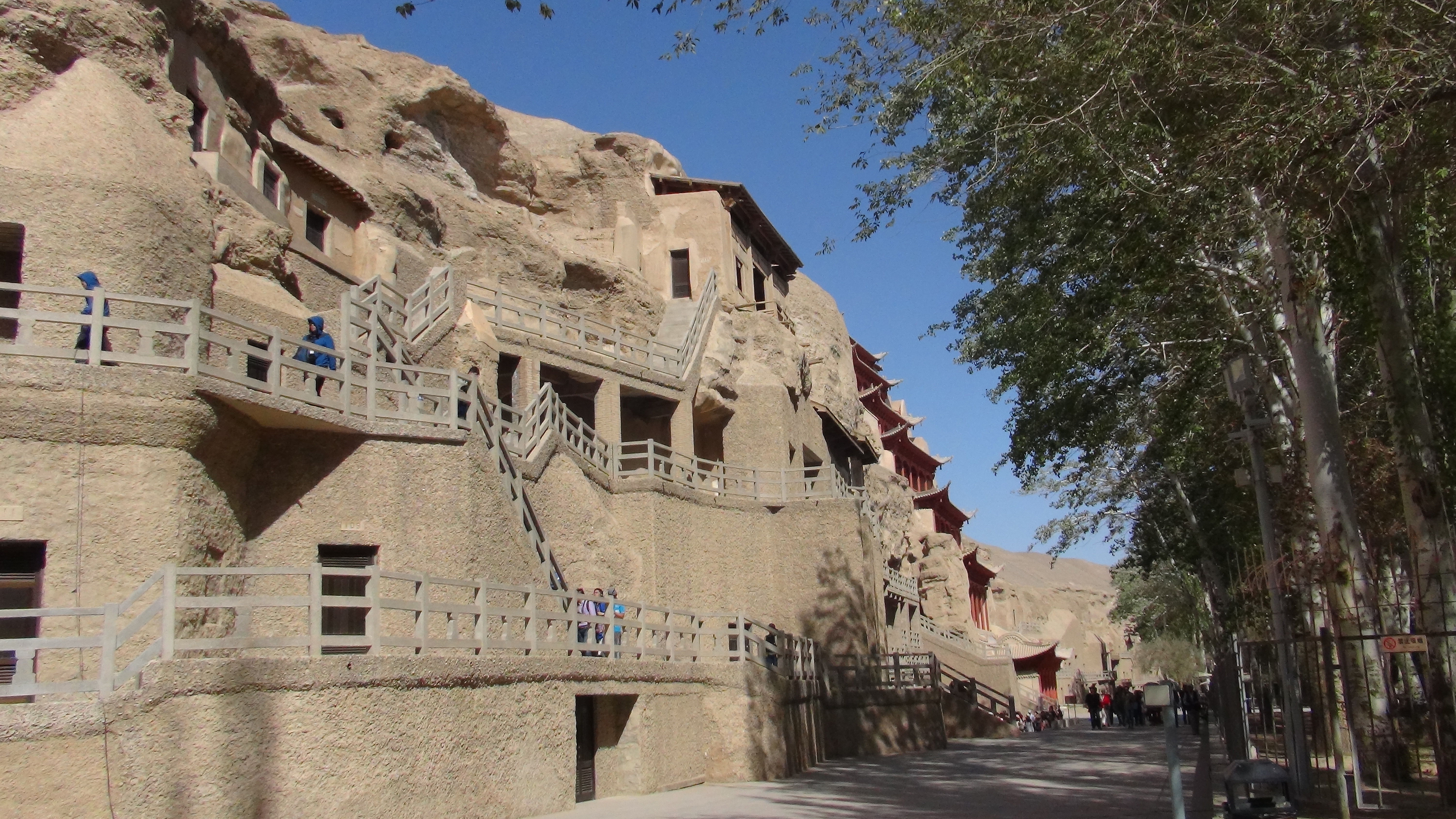
Částečný pohled na jeskyně
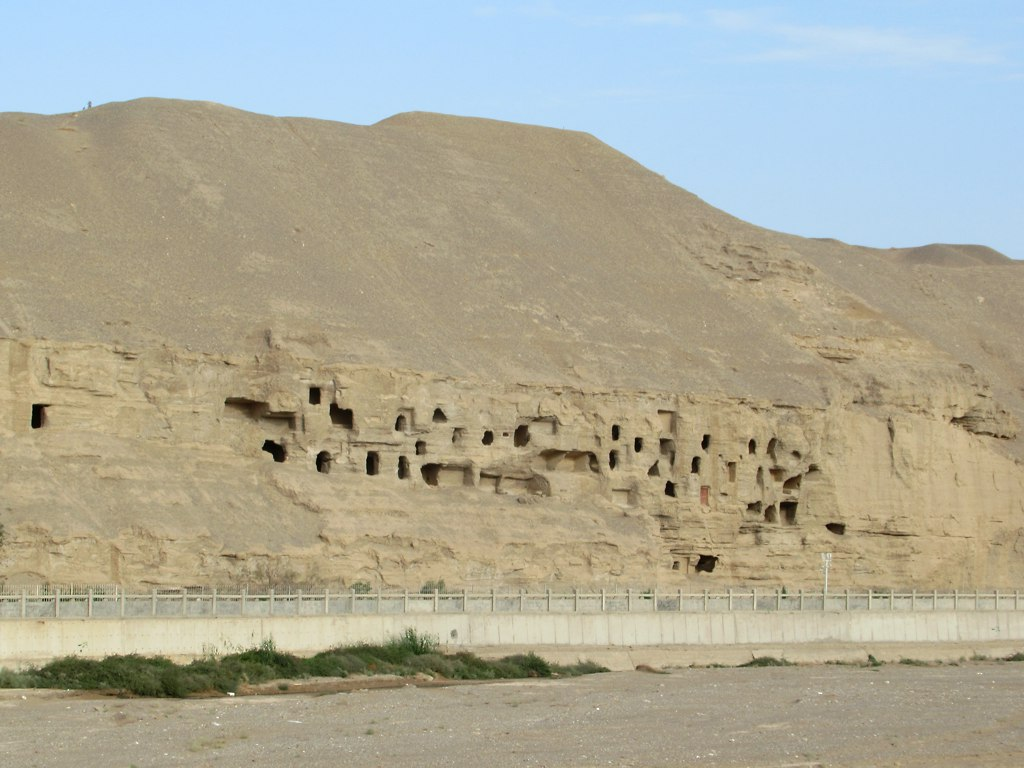
Některé buňky, které jsou věnované životu a meditaci mnichů
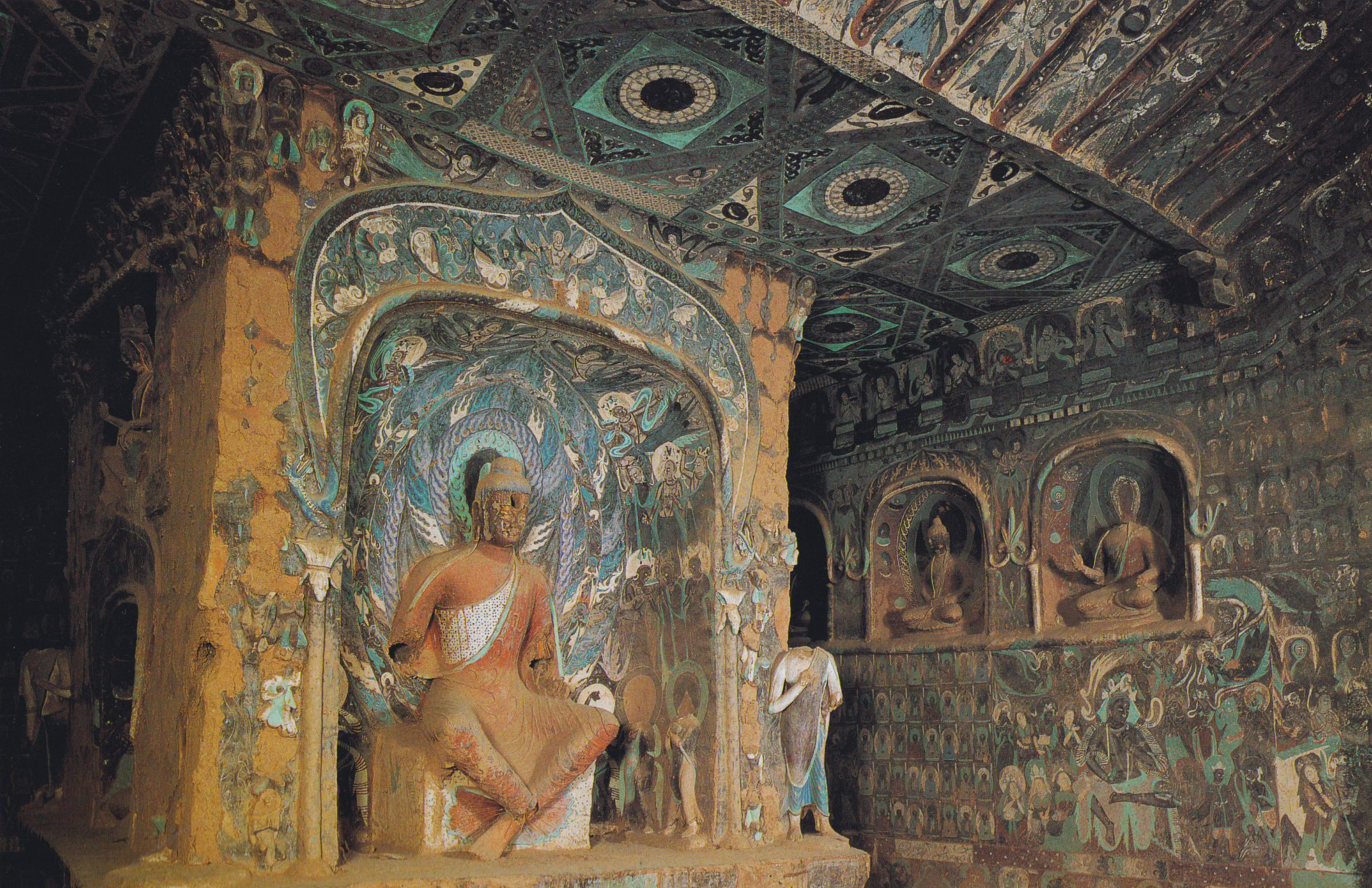
Tathagata Buddha: malované sochy a nástěnné malby. Jeskyně 254.
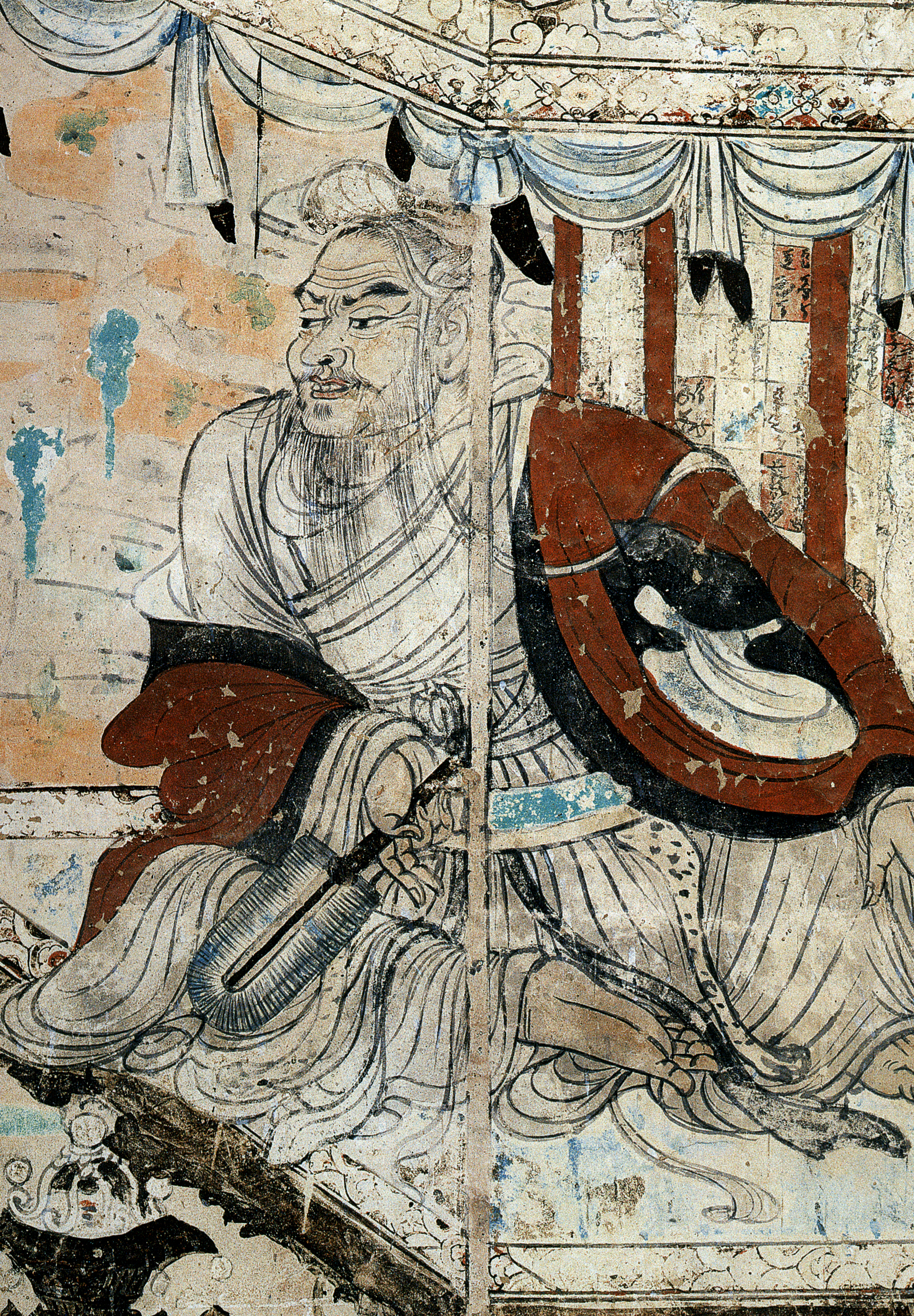
Vimalakirti debata s bódhisattvou Manjushri. Jeskyně 103.
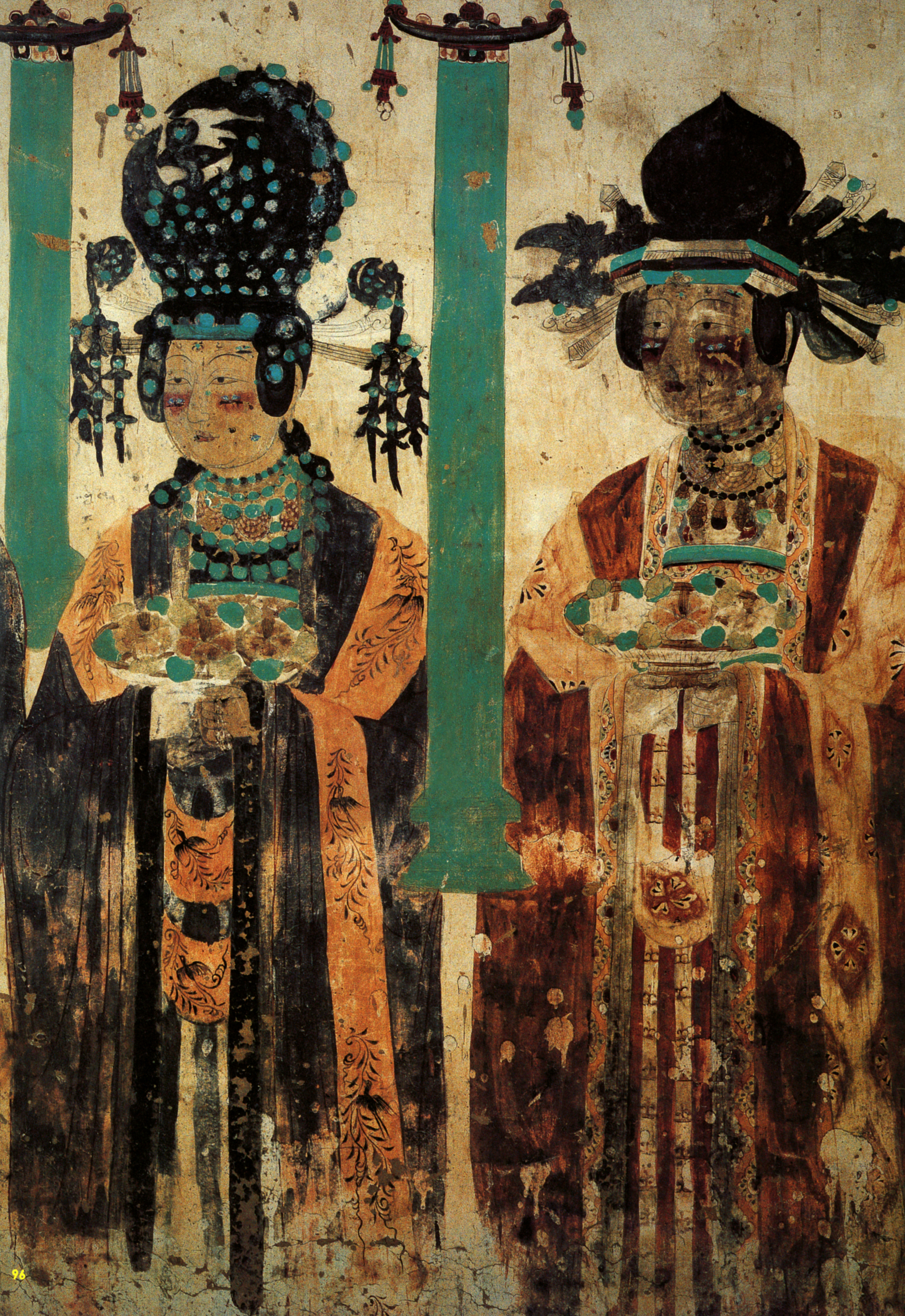
Dárci z království Khotan. Jeskyně 61.

### Chrám Ping-ling

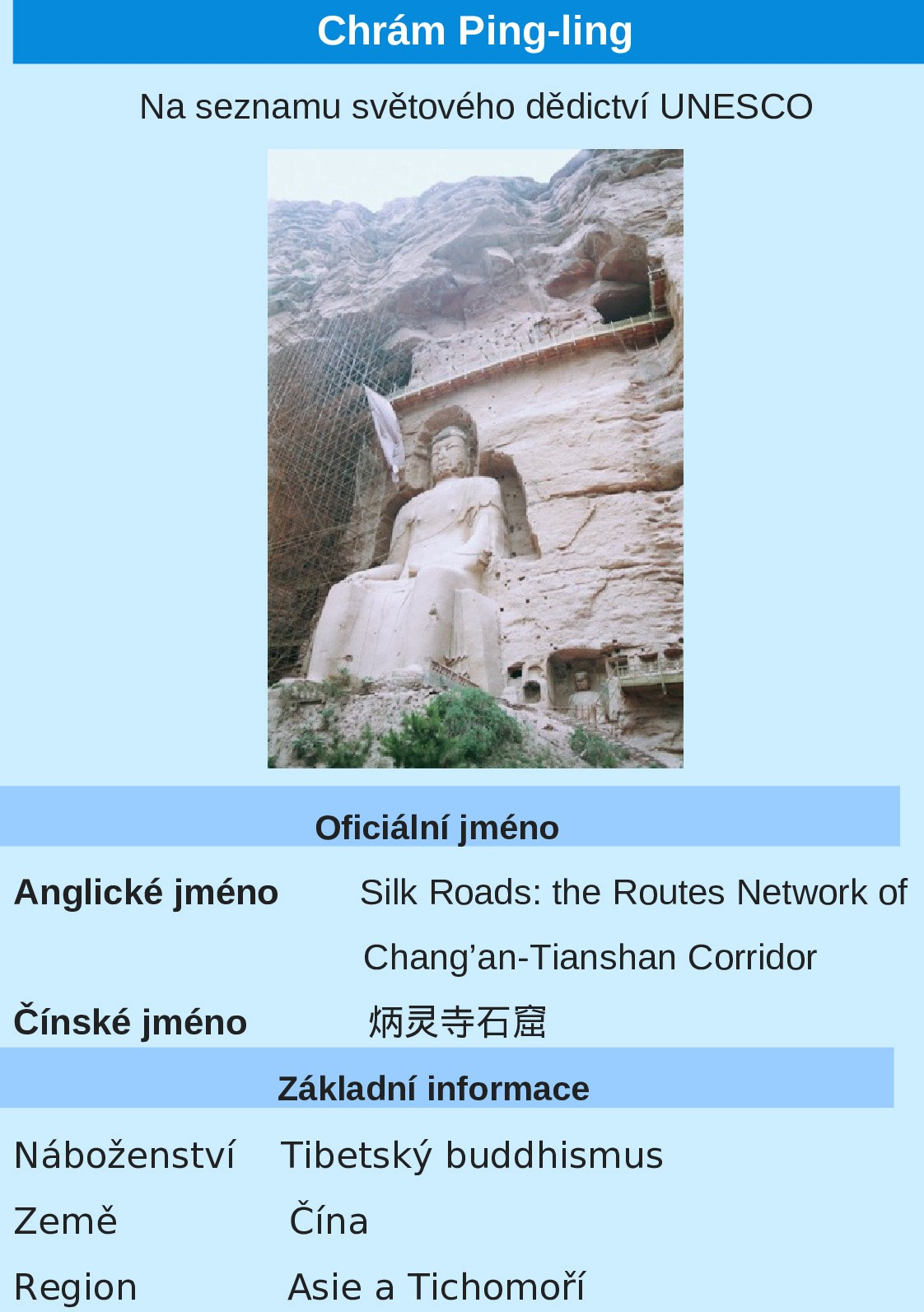

Chrám Ping-ling (čínsky 炳灵寺石窟, pinyin bǐng líng sì shíkū), se nacházejí v provincii Kan-su (čínsky 甘肃, pinyin Gānsù). Jsou rozsáhlým komplexem jeskynních chrámů s tesanými buddhistickými reliéfy. Zdejší chrámy se vyvíjely více než tisíc let od roku 420 na konci vlády západní dynastie Ťin. Styl každé jeskyně lze snadno propojit s typickým uměleckým stylem odpovídající dynastie. V minulých dobách známé jako Tchang jeskyně (čching jazyk) Duch jeskyně, dynastie Ming Ping-ling "jako tibetský „Sindibád Zjednodušení je význam „tisíců Buddhů“ a „sto tisíců mil“ Maitréja."
V průběhu staletí však eroze, zemětřesení a rabování způsobily, že mnoho jeskyň a vyobrazení bylo značně poničeno či úplně zničeno. V současné době je zde až 183 jeskyní, kdy každá souží jako samostatný chrám. Kdy má často vlastní buddhistické sochy, obrazy apod. Těmto jeskyním dominuje obří Maitréja Buddha, který měří přes více než 100 stop.
V roce 2014 byl Chrám Ping-ling zapsán na seznam světového kulturního dědictví.

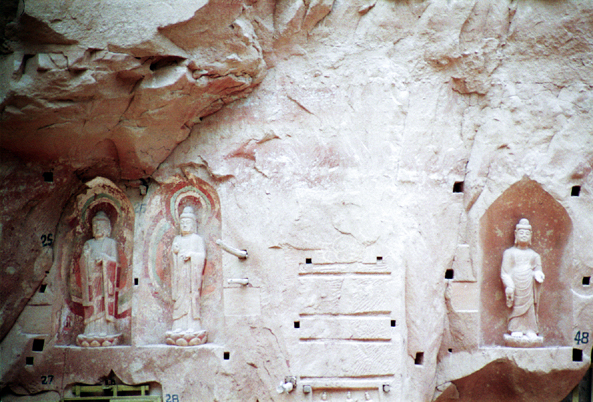
Jeden z mnoha skalních reliéfů
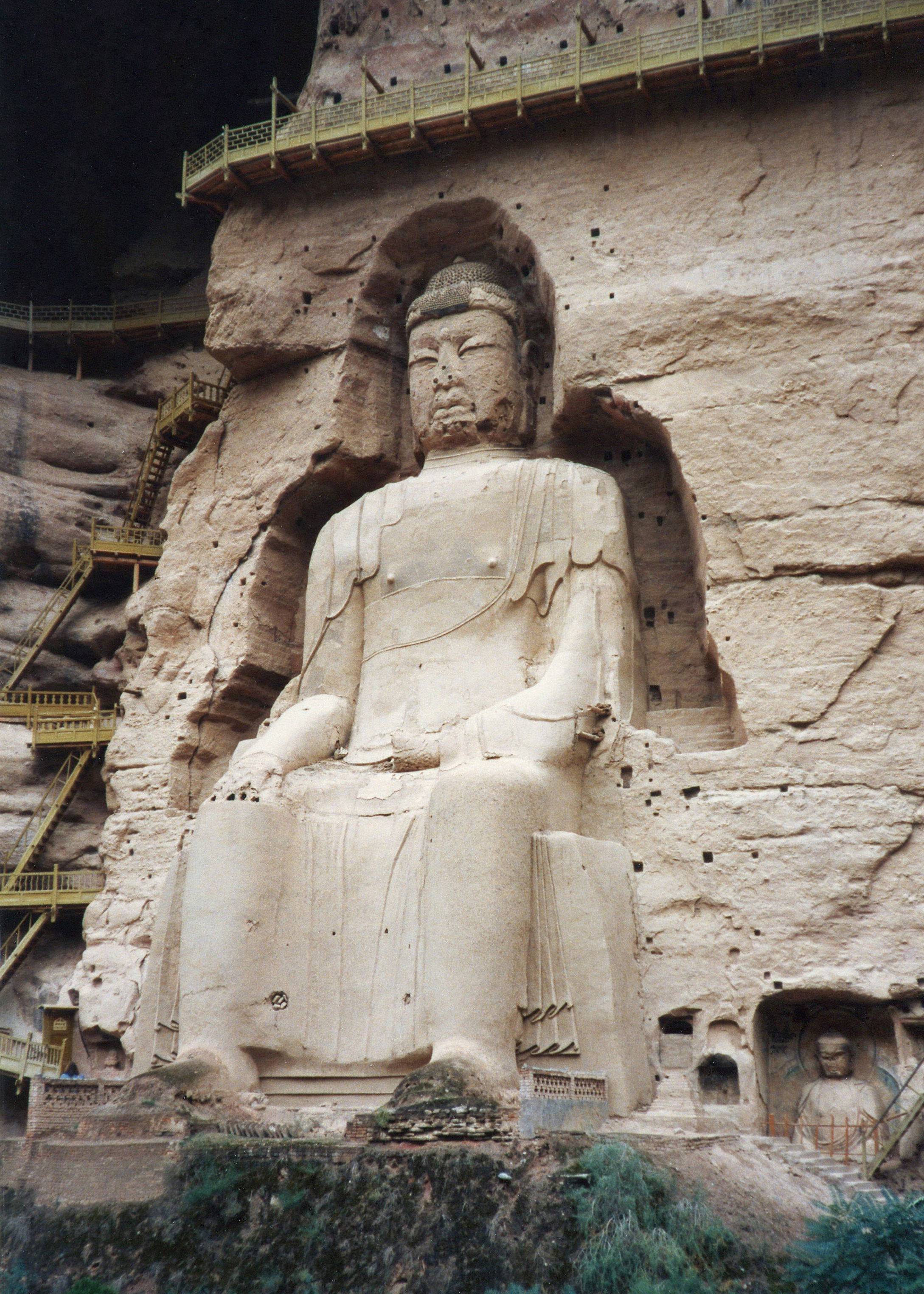
Velký Maitréja Buddha

## Severovýchod

### Chrám Fo-kuang
Chrám Fo-kuang (čínsky 佛光寺, pinyn fóguāng sì), se nachází v provincii Šan-si (čínsky 山西, pinyin Shānxī). Východní hala (东大殿) sloužící také jako hlavní hala chrámu byla postavena v roce 857 za vlády dynastie Tchang. Dle archeologických nálezů se jedná o třetí nejstarší dochovanou dřevěnou stavbu v Číně. O tento objev se zasloužil tým badatelů s vedením historika architektury Lianga S'-čchenga, který se postaral i o objev chrámu Nan-čchan. Fo-kuang mimo hlavní halu zahrnuje ještě další dvě haly, které pocházejí z roků 1137 a druhá z období vlády dynastie Ming. V místě chrámu se také nachází druhá nejstarší pagoda v Číně, jejíž počátky sahají až do 6. století (nejstarší pagodou je Sung-jüe v Che-nanu). V červnu 2009 byl zapsán na seznam světového kulturního dědictví.
Chrám byl založen v 5. století za císaře Wu-cung, který zakázal v Číně buddhismus. Chrám byl vypálen a k jeho nové výstavbě byla poskytnut kapitál od ženy Ning Kung-jü, kdy samotná stavba byla provedena pod vedením mnichy Jüan-čcheng. V roce 1147 za vlády dynastie Ťin byla na severní straně chrámu postavena Mandžušrího hala. 

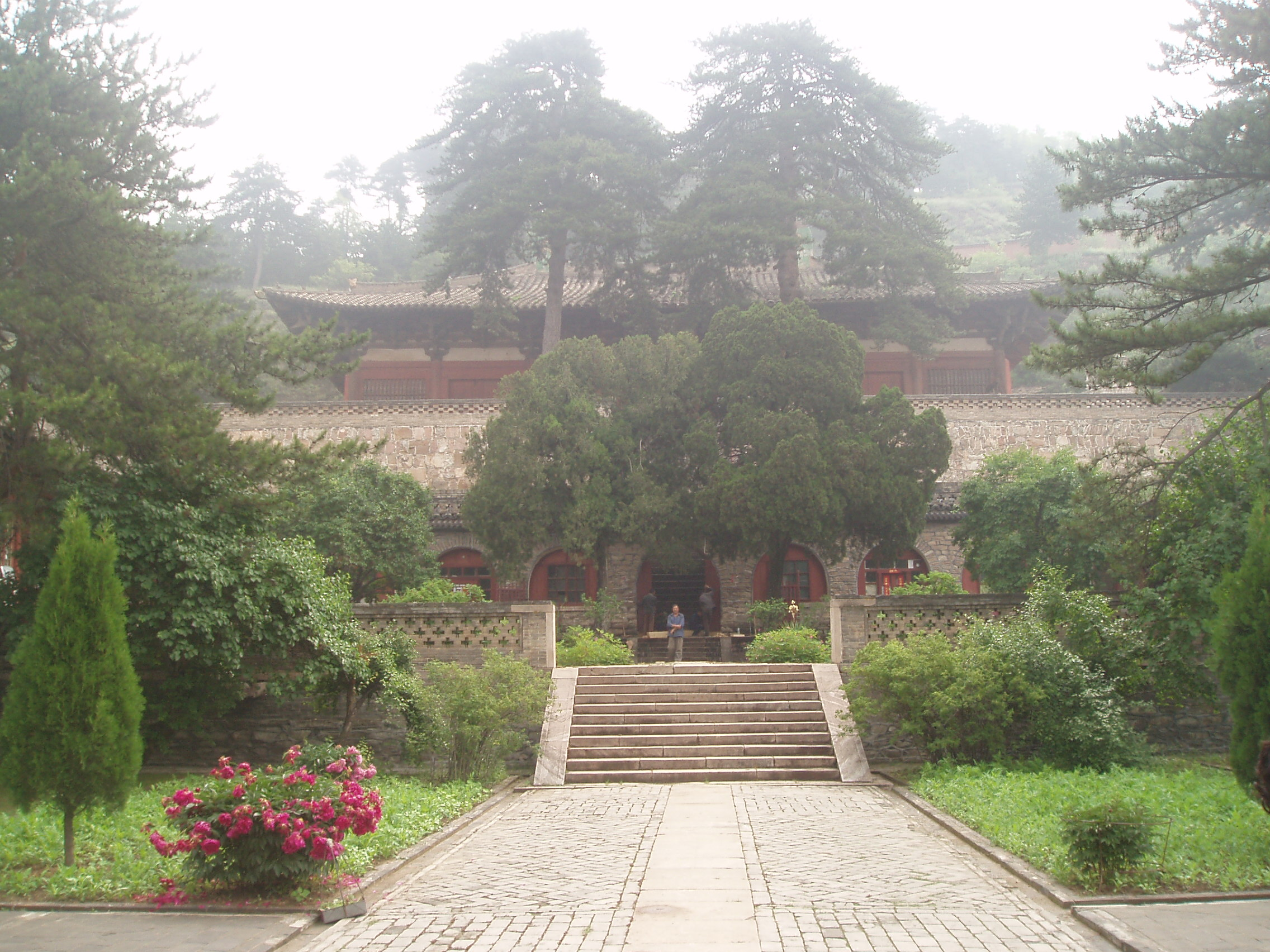
Východní hala
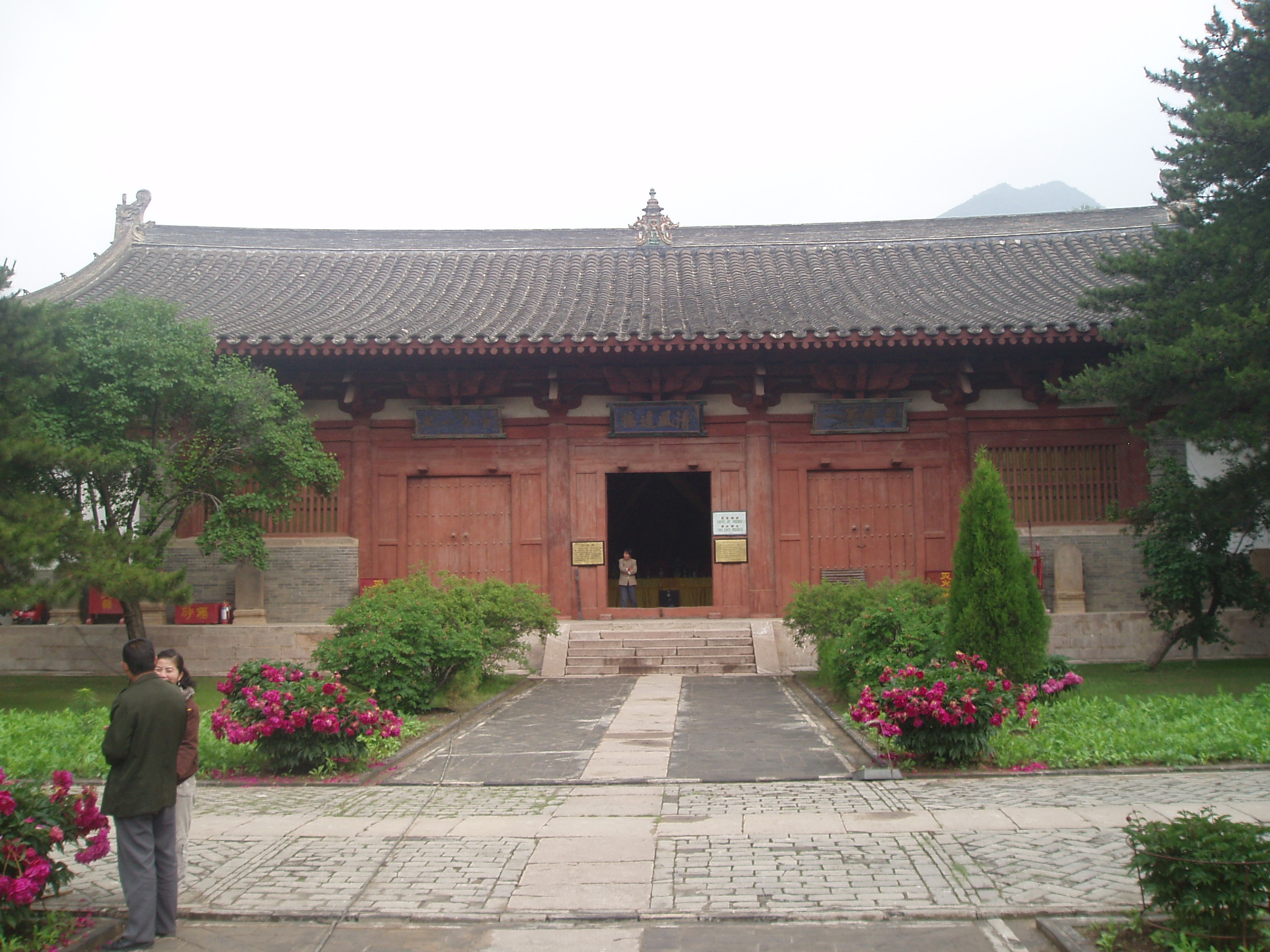
Hala Maňdžuršího postavená v roce 1137
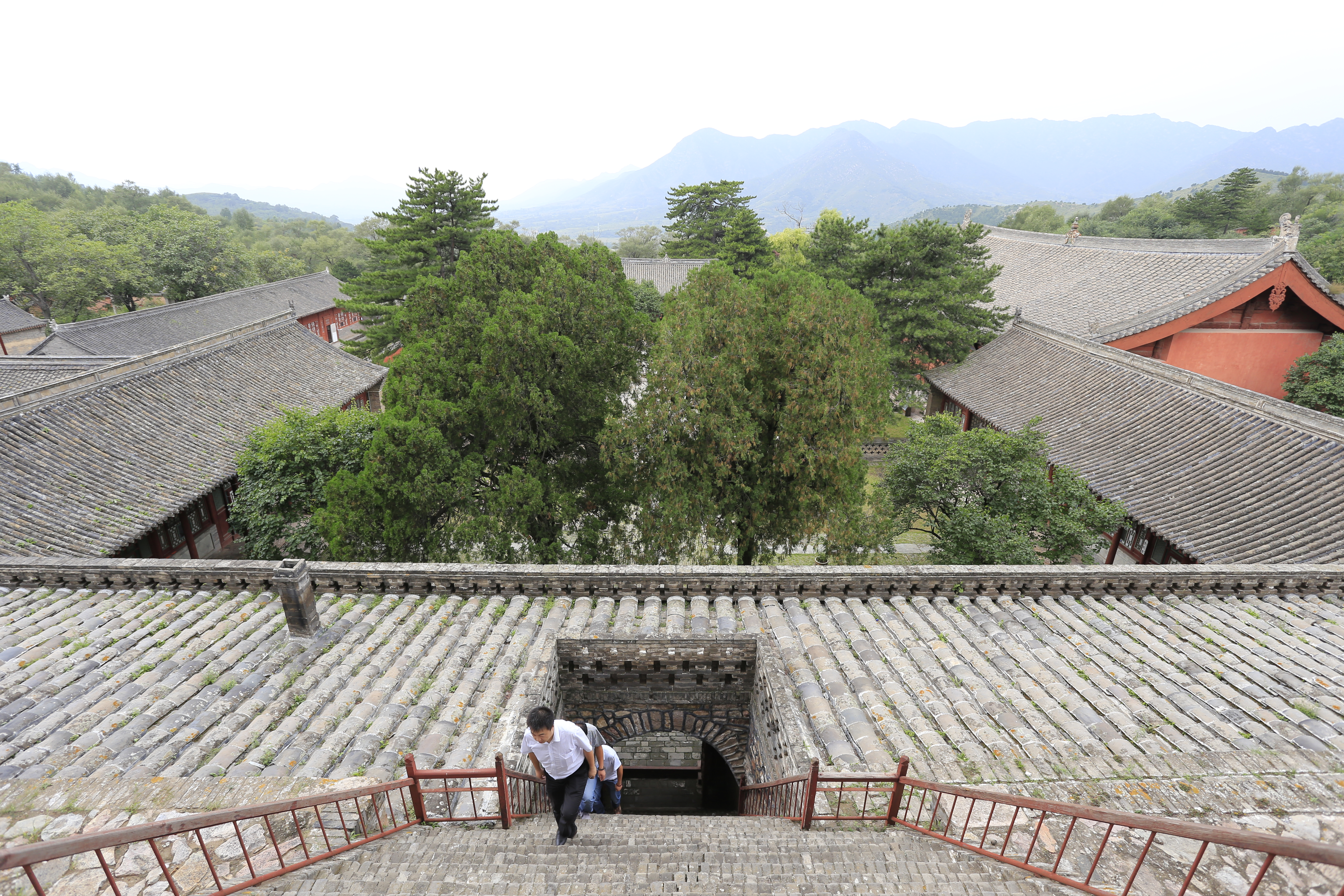
Před hlavní halou s výhledem na přední dvůr
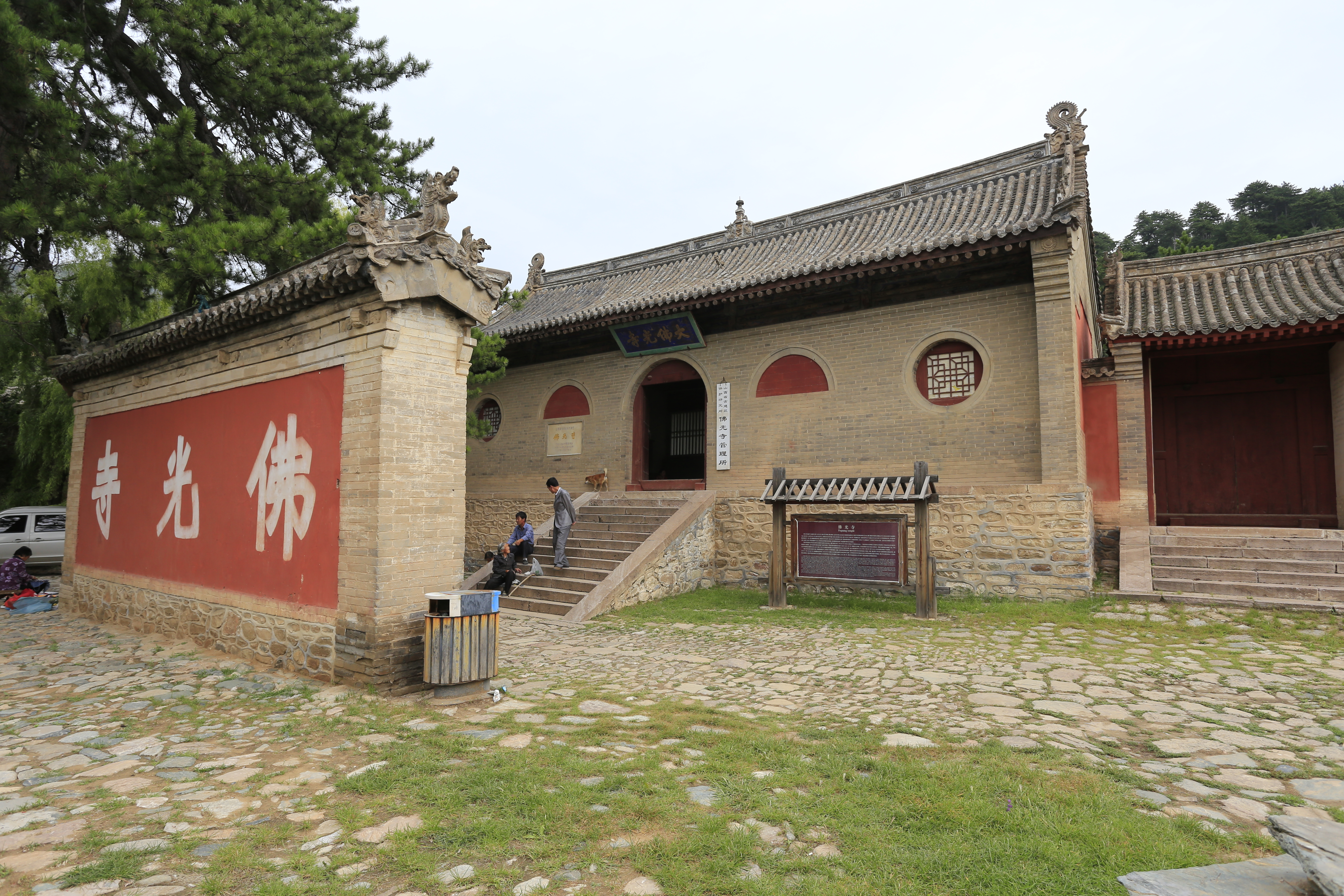
Horská brána a stínová zeď
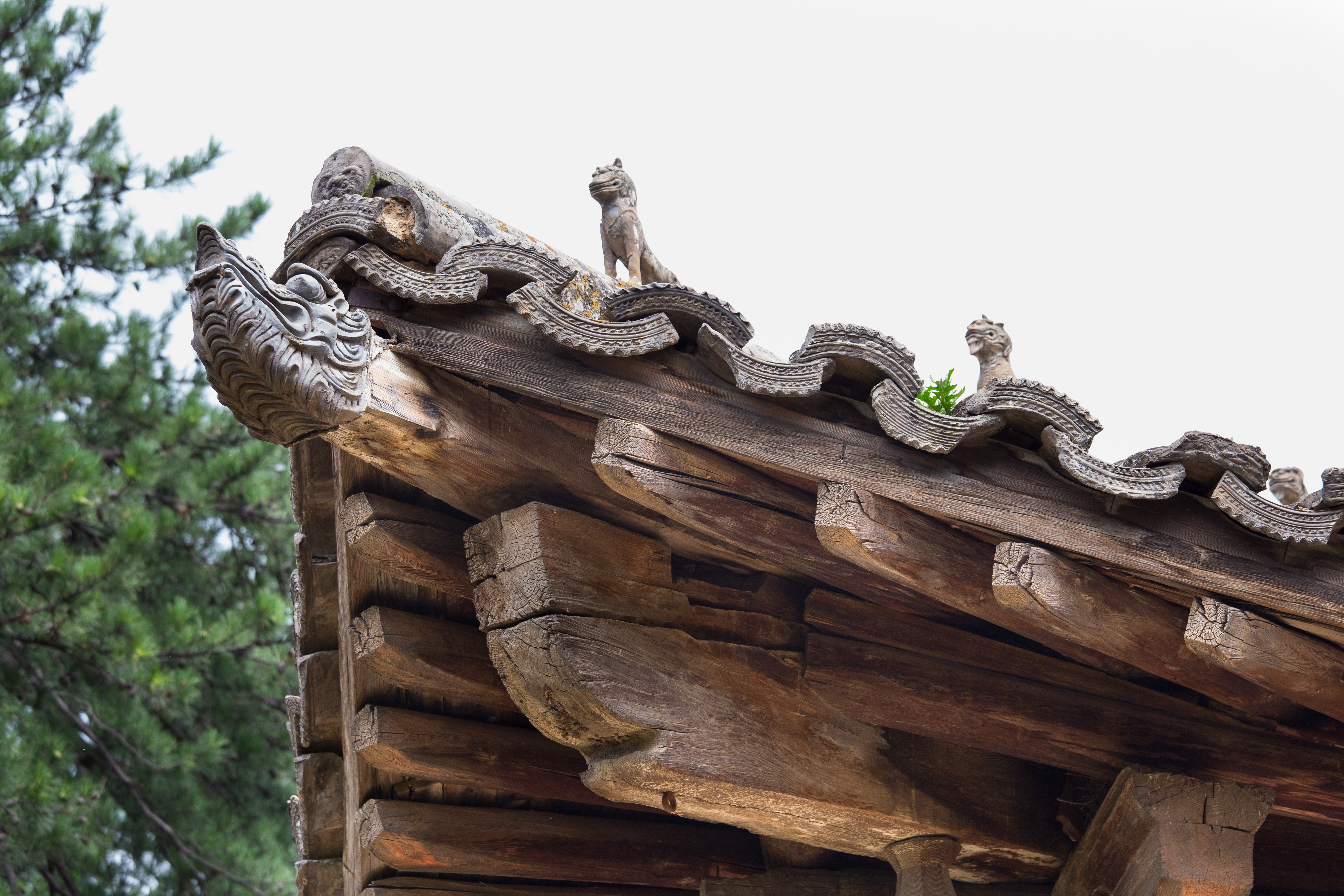
Zvíře v jihozápadním rohu hlavní haly
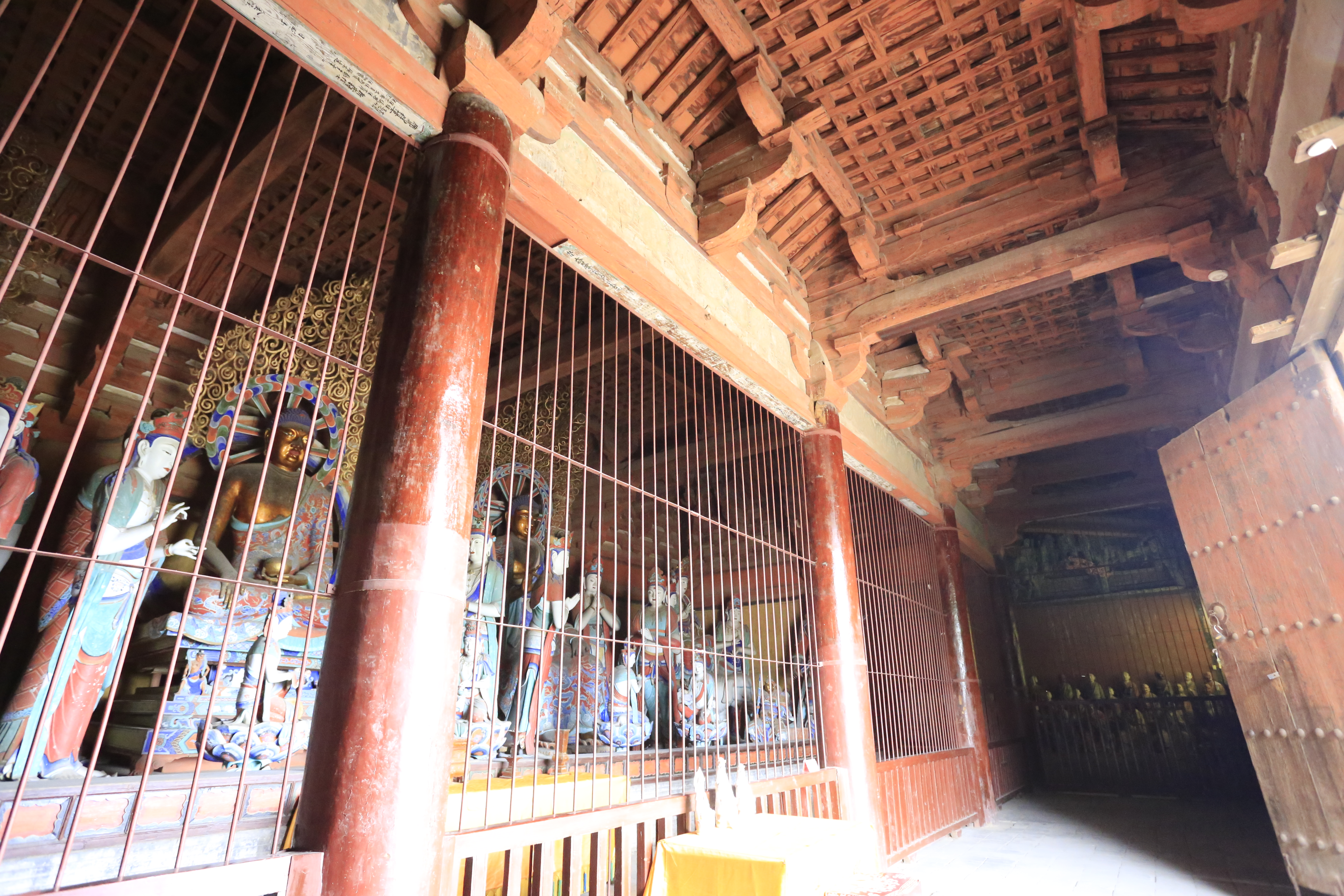
Uvnitř haly
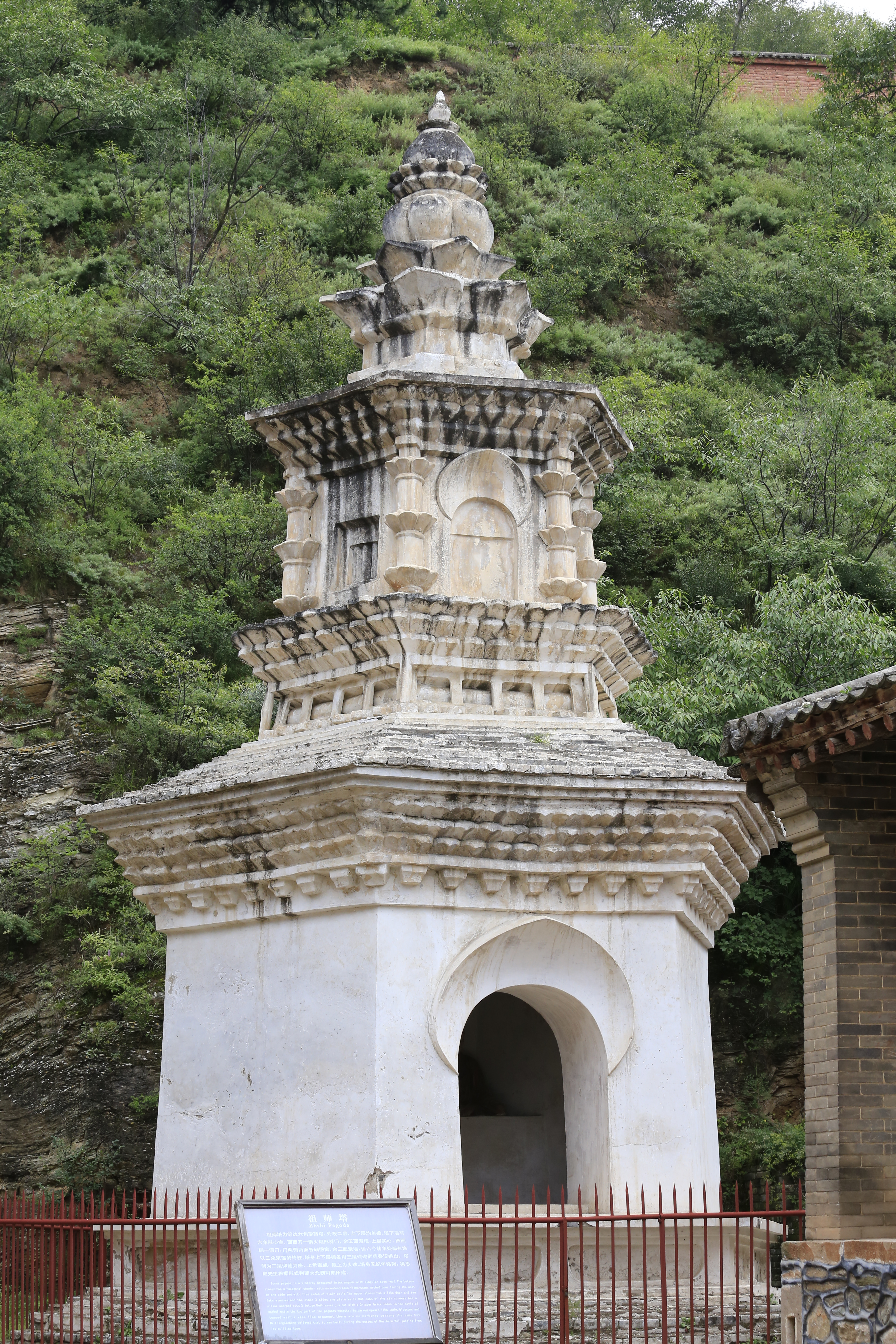
Pagoda Cu-š'

## Jih

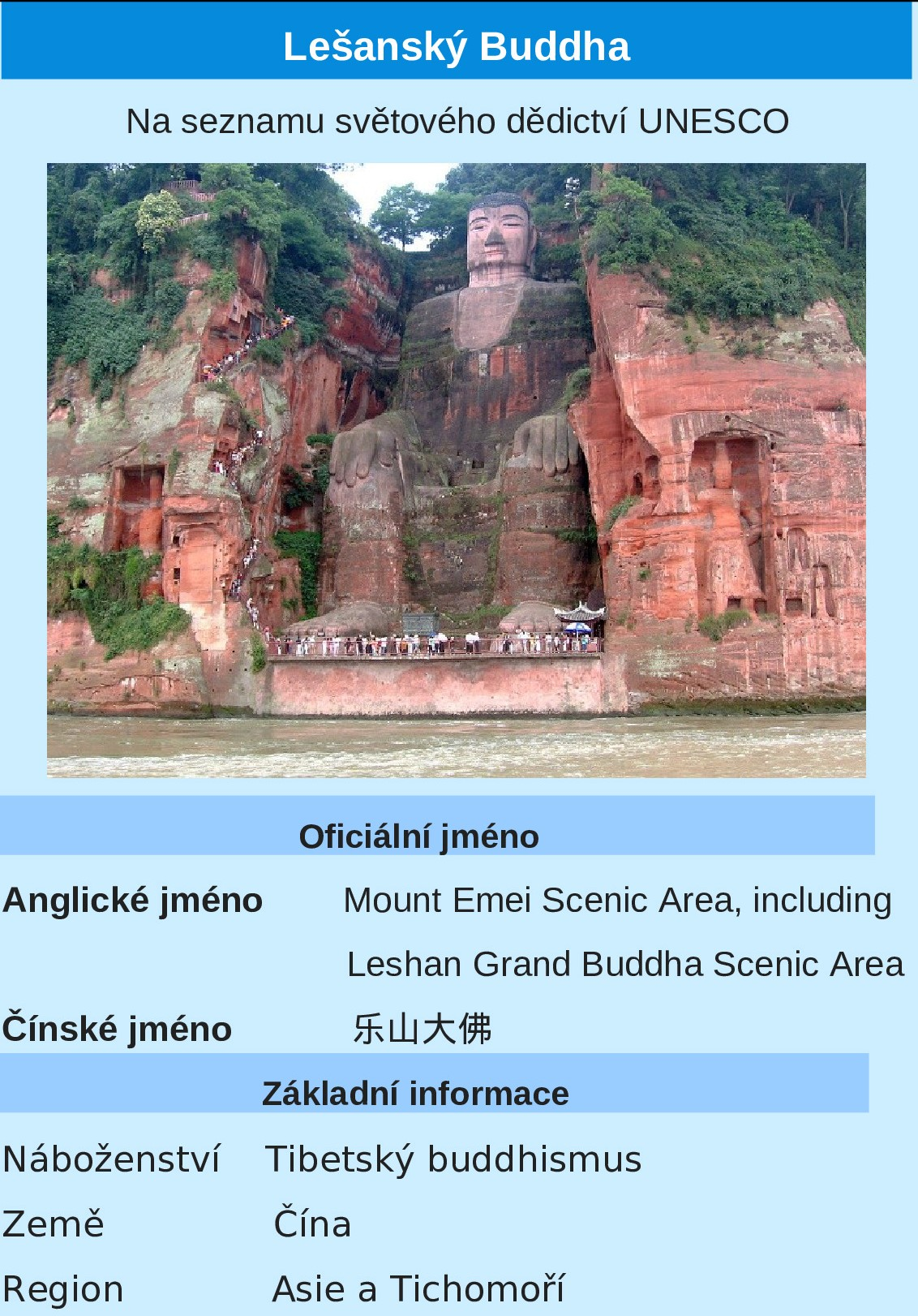

### Socha sedícího Buddhy
Socha sedícího Buddhy (čínsky 乐山大佛, pinyn lèshān dàfó), známé též jako Ta-fo (Velký Buddha), se nacházejí v provincii S'-čchuan (čínsky 四川省, pinyin Sìchuān shěng), ve městě Le-šan s vlastním účelovým letištěm cestovního ruchu (čínsky 乐山旅游机场场, pinyin Yàoshān lǚyóu jīchǎng), které je vzdáleno 25 km. Byla vytesána do hory z útesu červených pískovců na hoře E-mej-šan a nachází se na průsečíku tří řek (Min-ťiang, Ta-tu-che a Čching-i-ťiang), a činí ji tak největší kamennou sochou. Socha Buddhy byla vystavěna v dynastii Tchang za 90 let. Socha má představovat Maitréju, který byl nástupcem Buddhy. Během let byl Buddha mnohokráte opraven, protože během období Čínské republiky byl částečně zničen spojeneckými vojsky s Jang Senem. Po založení Čínské lidové republiky byl Buddha řádně chráněn a udržován. V prosinci 1996 byl zapsán na seznam světového kulturního dědictví.

#### Socha
Socha byla poprvé zdokumentovaná mnichem Chaj Tchungem. Jeho cílem bylo aby oslabil vodní potenciál na soutoku řek tím, že lodě bude chránit socha Buddhy. Po dostavění sochy mnoho místních lidí darovalo soše Buddhy mnoho vzácných darů. Když vládní pracovníci zjistili, že mnich získal velké finanční bohatství požadovali po něm, aby zaplatil daně. S tím však mnich nesouhlasil a sdělil úředníkovi, že mu raději dá své oko než peníze určené na stavbu sochy, načež si vydloubl oko a nabídl jej úředníkovi. Ten se zděšením odešel a už se nikdy nevrátil.  Po smrti mnicha Chaje se stavba Velkého Buddhy najednou zastavila. V roce 746 pokračoval ve stavbě jeho žák Cang Čchou, přesto byla stavba opět pozastavena. V roce 758 pokračuje ve stavbě další žák Wej Kao.

#### Ochrana a restaurace
Navzdory tomu, že stavitelé sochy již od počátku mysleli na ochranu sochy, aby nepodléhala ničení byla několikráte opravována. Ochrana spočívala především v drenážním systému, umístěného přímo v soše a třináct pater pod dřevěným krytem. Kryt měl sloužit jako ochrana před větrem a deštěm, avšak za války mongolské dynastie Jüan byl zničen. A na dlouhou dobu byla socha vystavena povětrnostním podmínkám.  Opravy spočívali v:
- za vlády dynastie Sung, 4. císař Žen-cung provedl na Buddhovi rozsáhlou opravu společně s dřevěným pavilonem na vnější straně, který byl také přestavěn.
- V roce 1898 místní válečník Chen Hongfan investoval velké finanční prostředky na udržení Buddhy. Výsledkem bylo, že velké množství místních červených pískovců v Le-šanu bylo rozbito na kamenné proužky a přímo zasazeny do tváře Buddhovi. Prvky obličeje byly přímo namalovány, protože je bylo obtížné je opravit. Nakonec byl použit červený písek na namalování obličeje Buddhy a opravený Buddha byl od zcela nerozpoznatelný.
- V roce 1898 pod vedením Yang Sen tuto sochu použili jako cvičný cíl pro děla na vojenský výcvik.
- V roce 1927 byla díra, kterou vytvořili děla opravena místním laikem.

Restaurační práce byly většinou dílem jednotlivců či byly prováděny v malém měřítku. Než v roce 1963 začala čínská vláda s jeho restaurováním byl ve vážném stavu. Avšak na tento rozsáhlý restaurační plán bylo zapotřebí i mezinárodní spolupráce, takže se na financování nákladných oprav začaly podílet i další státy a organizace v čele s UNESCO. Od počátku 21. století Čínská lidová republika započala s rozsáhlými restauračními pracemi, na které dohlíží pracovníci UNESCO. Tyto rozsáhlé opravy si celkem vyžádají až 30 milionů dolarů, přičemž Světová banka nabídka, že poskytne 8 milionů dolarů, jako bezúročnou půjčku. Při ochraně Buddhy je též kladen důraz především na menší znečištění řeky. Kyselé deště už způsobily, že Buddhovi zčernal nos a byla rozpuštěna barva z jeho vlasů, která na jeho tváři zanechala mnoho černých, svislých pruhů.

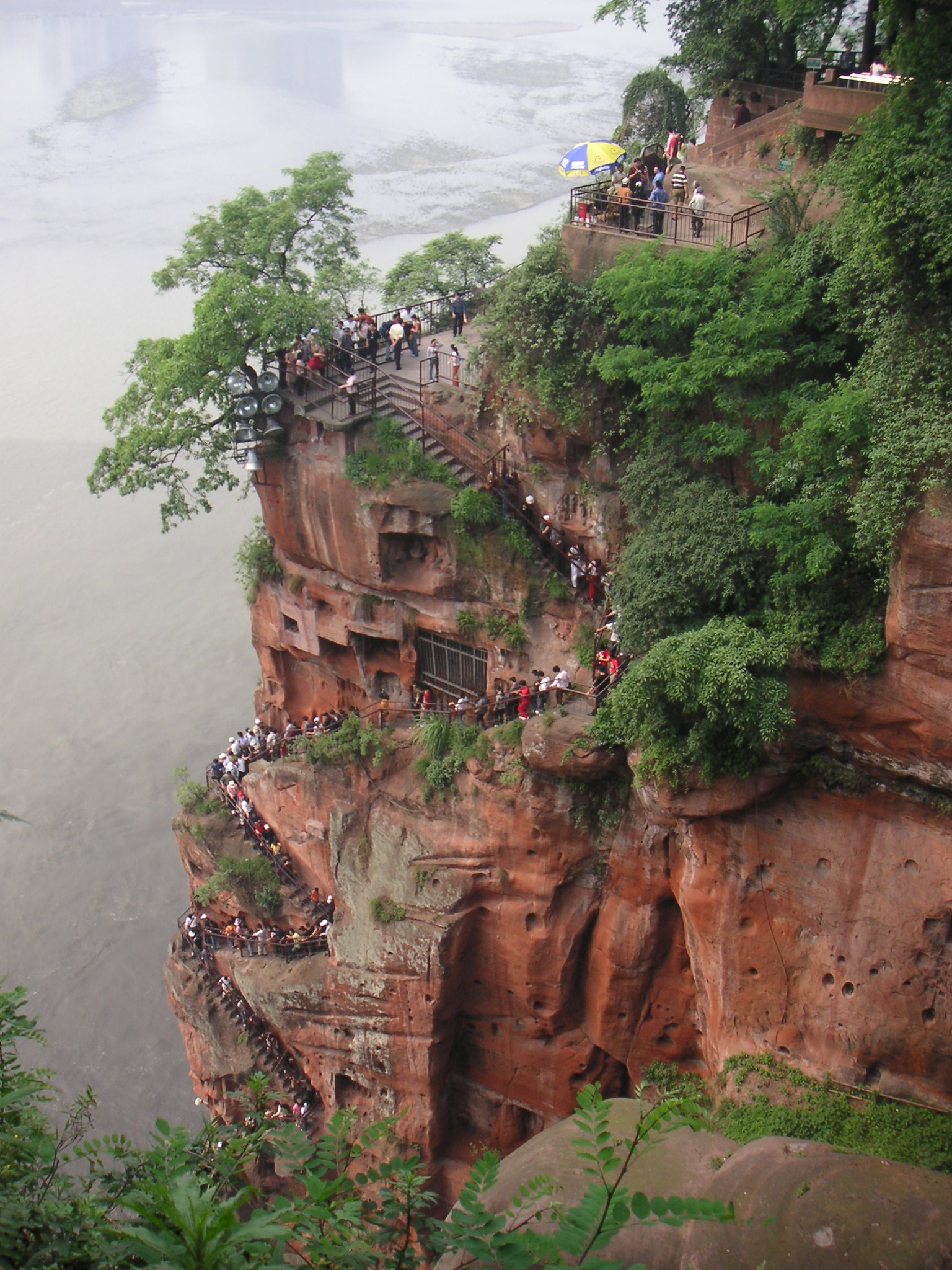
Cesta vedoucí k soše
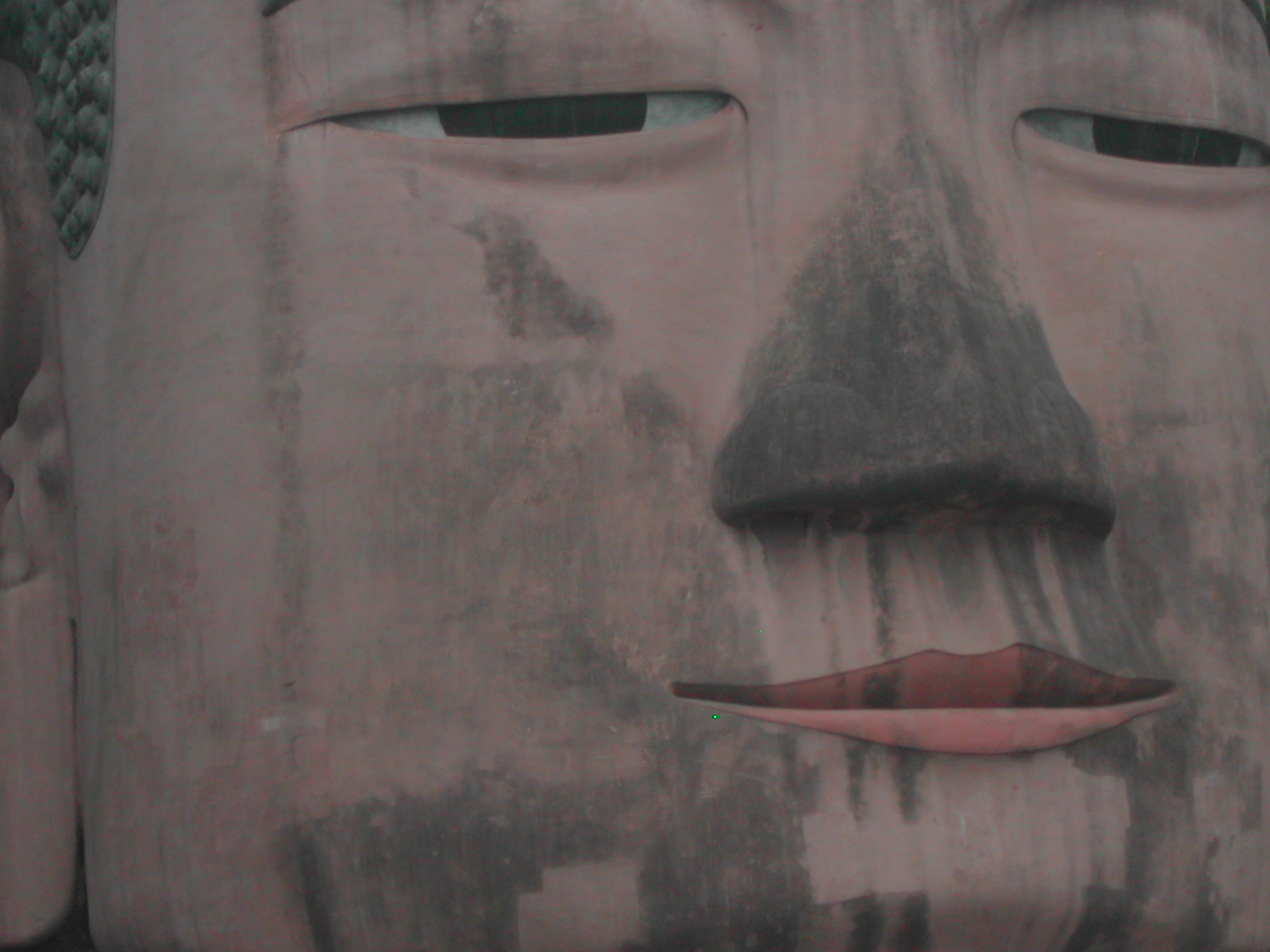
Detail obličeje
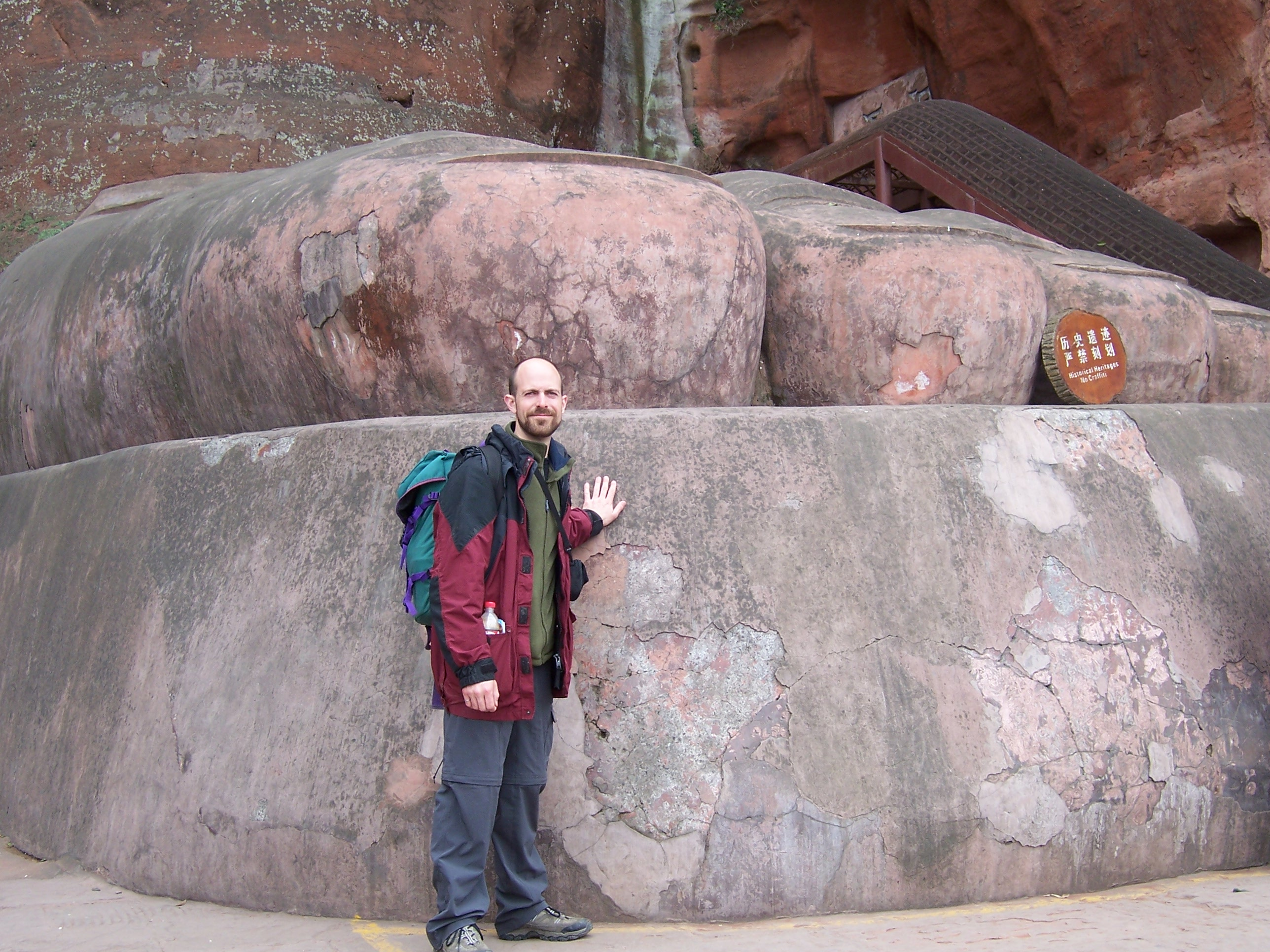
Detail Buddhovy nohy - srovnání s lidskou postavou
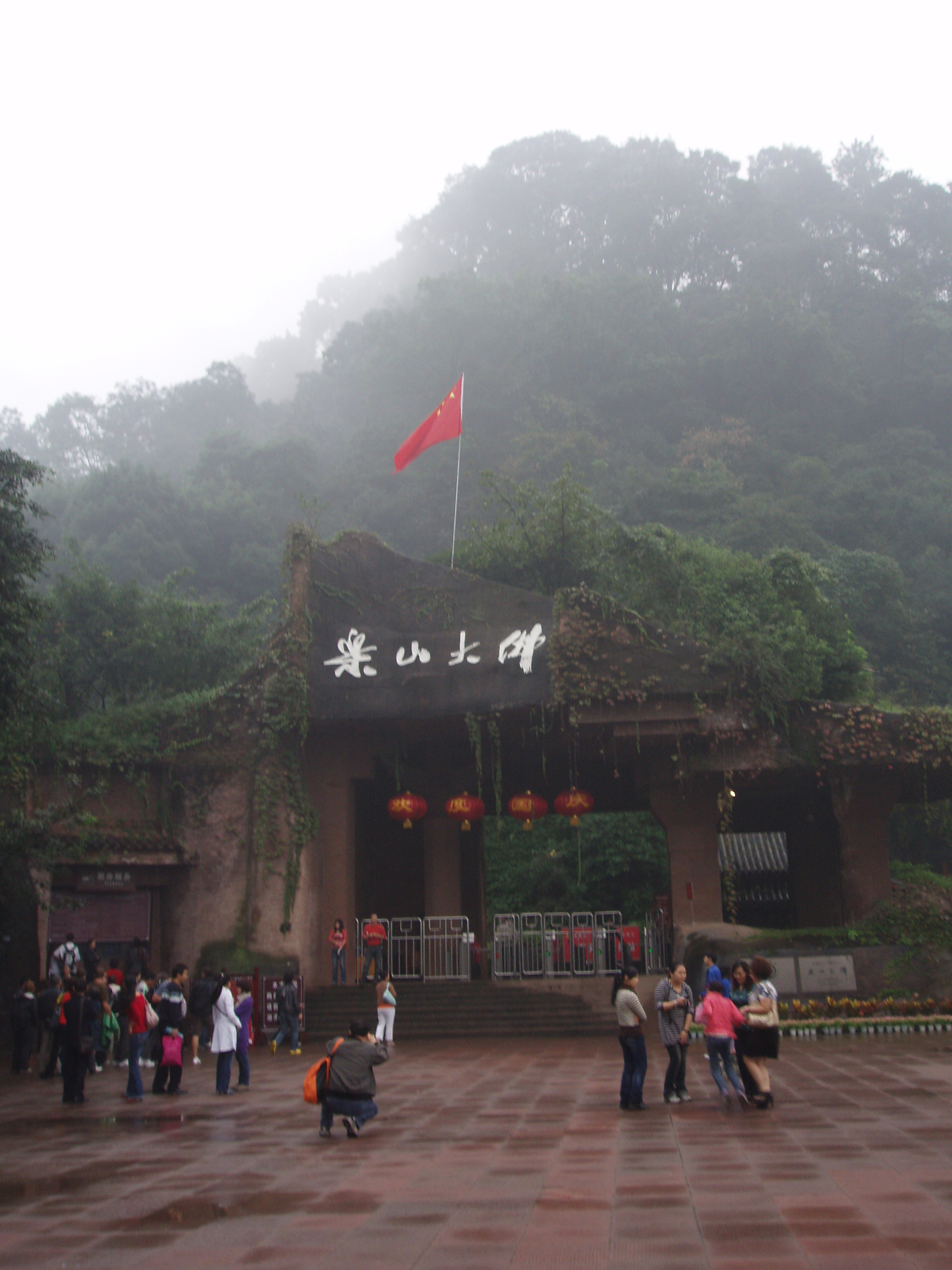
Vstup

### Hora Fan-ťing-šan
Hora Fan-ťing-šan (čínsky 梵净山 pinyin fànjìngshān), se nachází v provincii Kuej-čou (čínsky 贵州省, pinyin Guìzhōu shěng). Je hora a zároveň přírodní rezervace. Rozkládá se v horách Wu-ling s výškou přes 2 570 m n. m. Hora je považována za jednu z posvátných hor čínského buddhismu a je také považována za místo, kde Maitéja dosáhl probuzení. V roce 2018 se rezervace patřící do sítě biosférických rezervací zapsala na seznam světového přírodního dědictví.
Jméno hory je zkrácené z Fan-tchien Ťing-tchu (čínsky 梵天净土, pinyin Fàntiān jìngtǔ) což můžeme volně přeložit jako „Brahmova Čistá země". Fan-tchien je čínské jméno buddhistického nebeského krále Brahmy, Ťing-tchu je čínsky Čistá země, na kterou se soustřeďuje učení stejnojmenného buddhistického směru. Rezervace má rozlohu 567 km2 . Nejvýznamnější oblastí jsou původní horské bukové subtropické lesy. V této oblasti se zachovala vysoký stupeň biodiverzity a vyskytuje se zde mnoho zvířat jako langur Brelichův (Rhinopithecus brelichi), nebo jedle Abies fanjingshanensis. Vyskytují se zde i ohrožené druhy jako velemlok čínský, kabar Berezovského, nebo bažant královský.

Hora se řadí mezi Čtyři posvátné hory. Významným poutním místem se stala za dynastie Tchang, zejména poté, co roku 639 Chou Chung-žen (čínsky 侯弘仁 , pinyin Hóu hóngrén) postavil cestu, která usnadňovala dopravu do regionu. Buddhismus zde prosperoval i za dynastie Ming a Čching navzdory povstání v Po-čou koncem 16. století. Tyto boje způsobily rozsáhlé škody na chrámech, nicméně na příkaz císaře Wan-li byly chrámy a kláštery obnoveny a rozšířeny. 

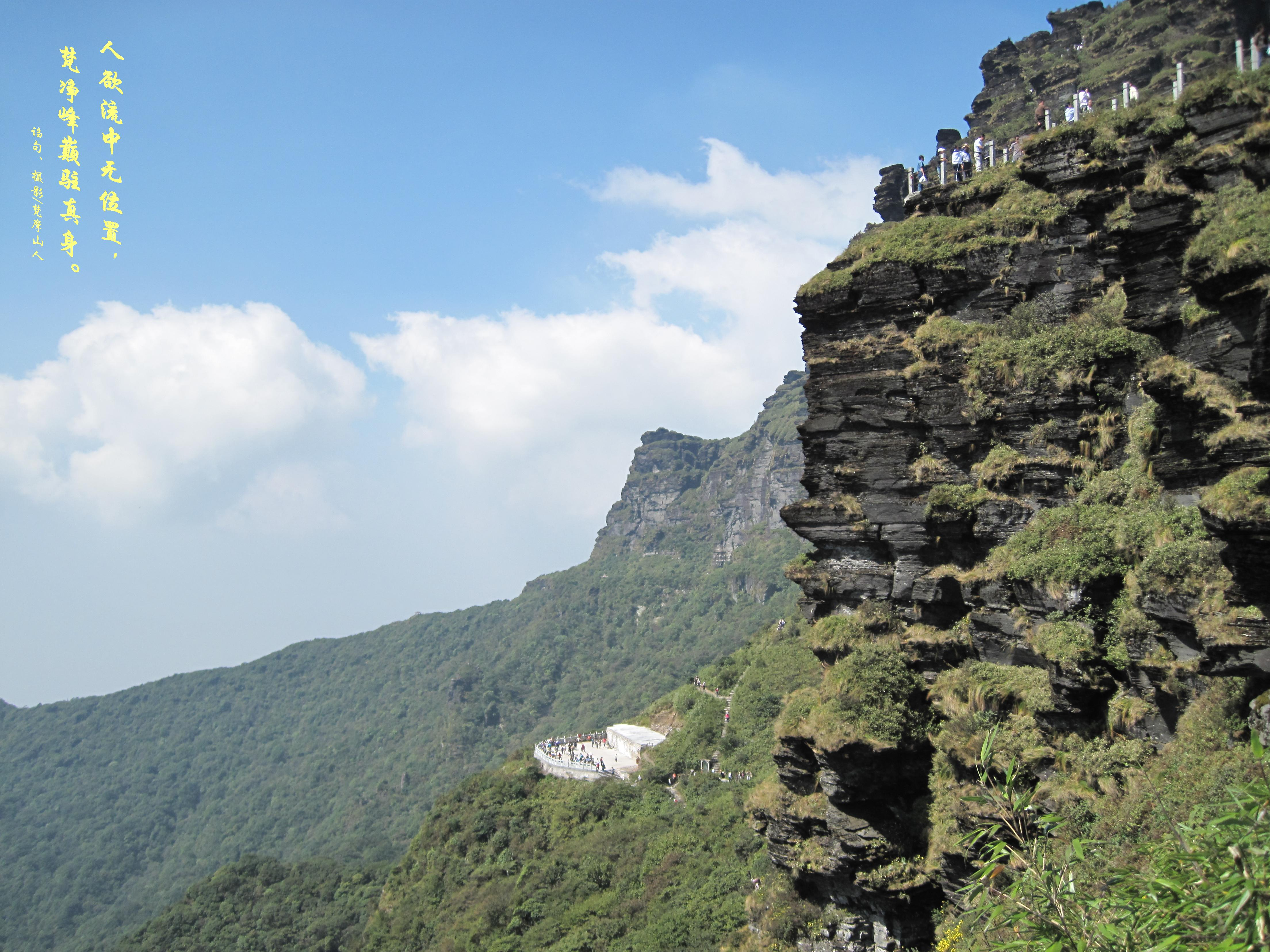
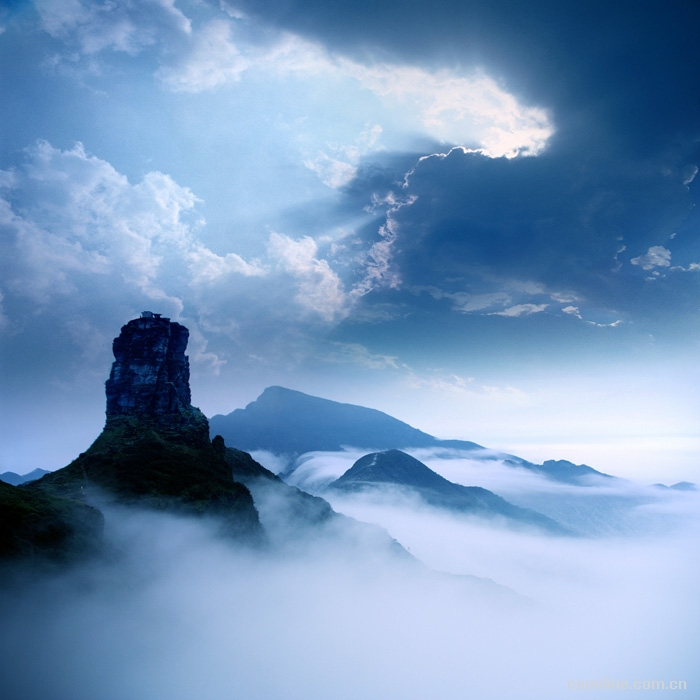
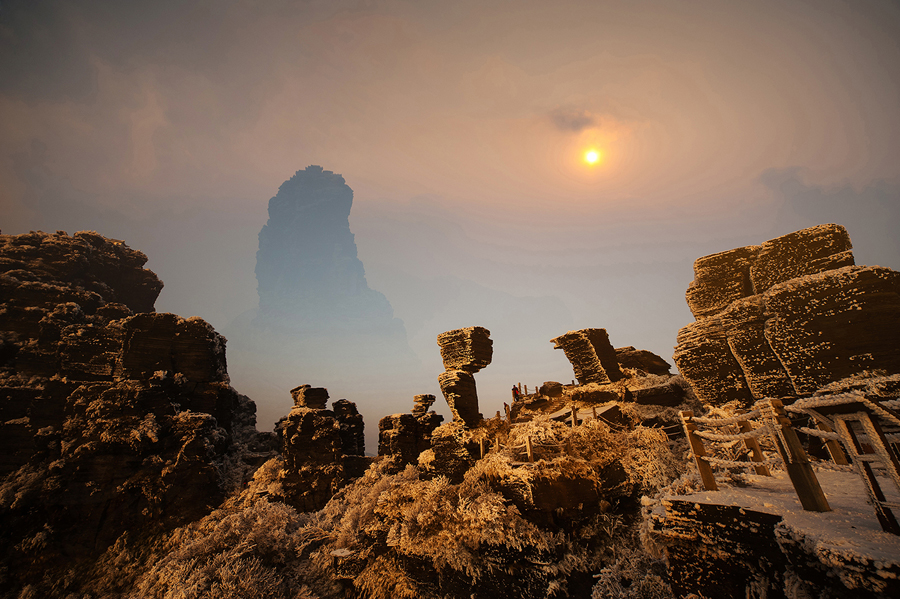
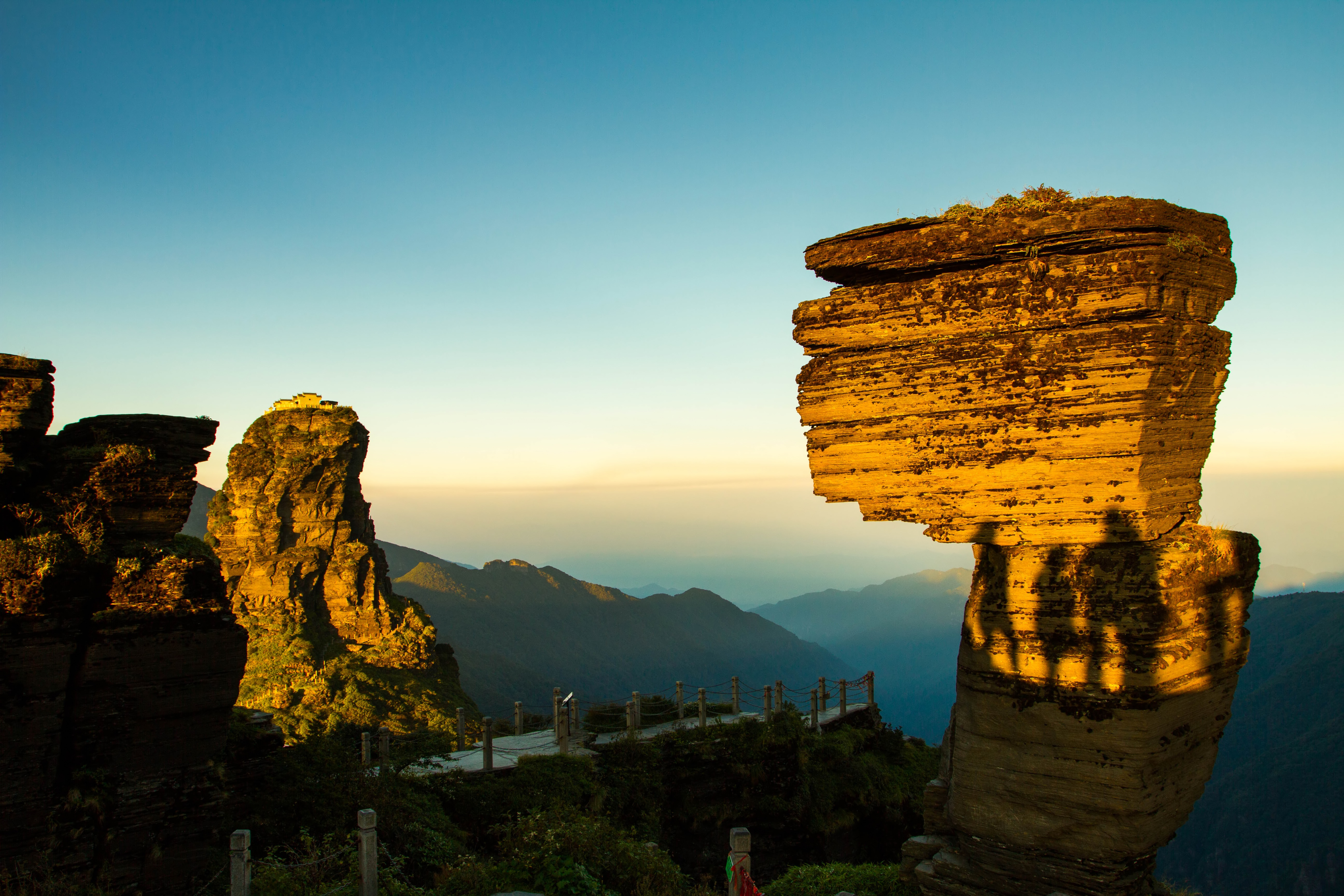

### Skalní kresby v Ta-cu

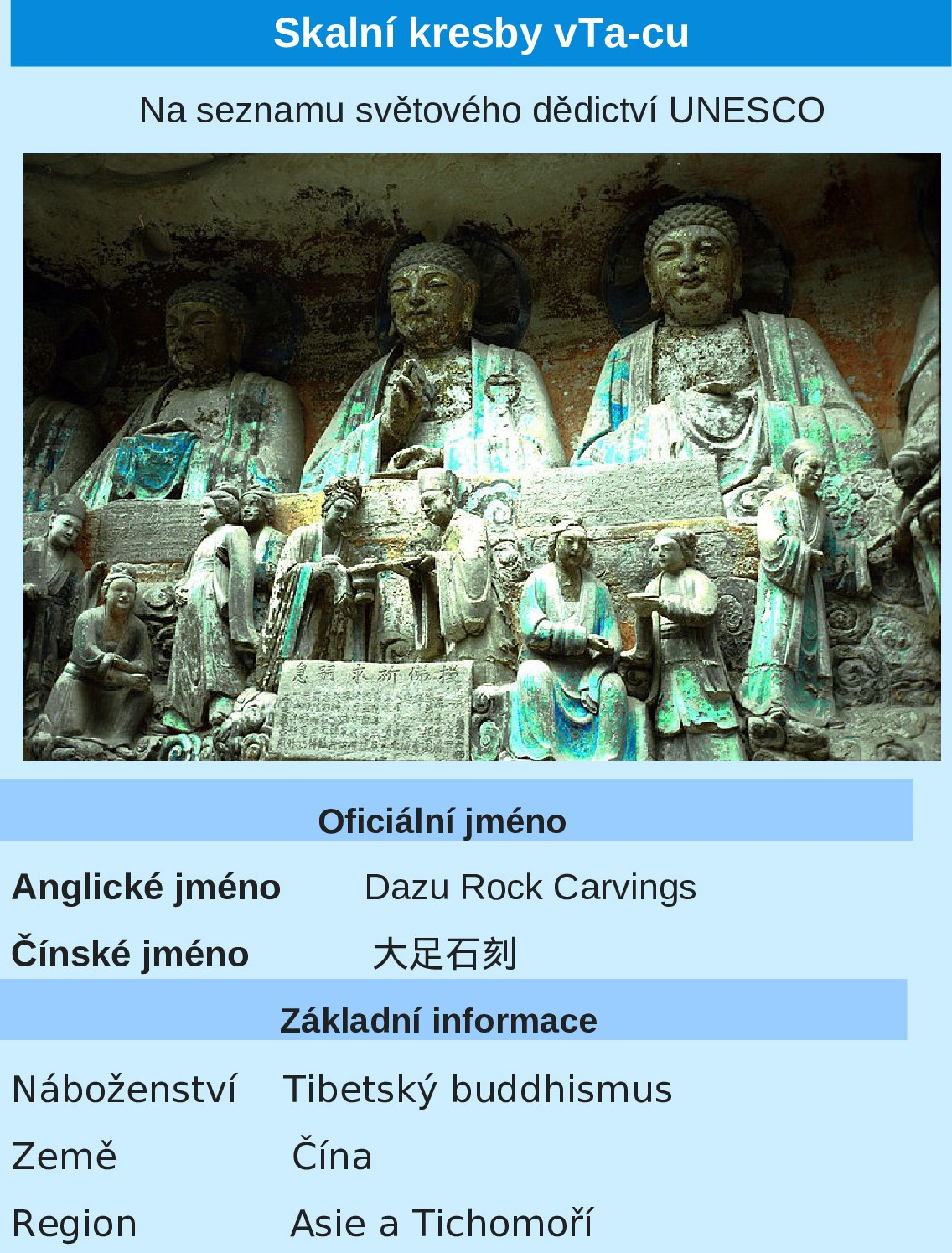

Jeskyní kresby v Ta-cu (čínsky 大足石刻, pinyin dàzú shíkè), se nacházejí v přímo spravovaném městě Čchung-čching (čínsky 重庆市, pinyin Chóngqìng shì). Jsou rozsáhlým komplexem skalních reliéfů a rytin. V roce 1999 byly jeskyně zapsány na seznam světového kulturního dědictví.
Jeskyně jsou plné přes 50 000 plastik a reliéfů vytesaných za dynastie Tchang v 7. století našeho letopočtu. Tyto plastiky obsahují více než 100 000 čínských znaků, nápisů a epigramů. Na plastikách působí vliv konfuciánství, taoismu a buddhismu. A tak dokazují, že jsou jedinečným příkladem harmonického propojení těchto nábožensko-filozofických směrů. Navzdory tomu, že většina soch má náboženské poslání, jen několik výjevu líčí všední život. Většina vyniká monumentalistikou a dokonce i s prvky fantazijními.
Co činí jeskyně pozoruhodnými je jejich kvality, stav zachování, řada témat a stylů. Různorodost soch se navzájem projevuje jak s náboženstvím tak i s historickými příběhy. Největším řemeslným umělcem, který vytvořil sbírku plastik je mnich Zhao Zhifeng. Podstatná část výjevů je umístěna ve 30 výklencích vyhloubených do vápencových stěn rokle, která má tvar koňské podkovy. Přes 500 metrů dlouhá rokle byla pojmenována Dafowan (Ohyb velkého Buddhy) podle obrovské sochy ležícího Šákjamuniho. V okolí této rokle bylo objeveno přes více než 10 000 soch Buddhů. Stavba započala na Beishan Hill a trvala více než 250 let. Až do roku 1975 mezi městem Dazu a řezbářských dílech na oře Baoding existovala pouze blátivá cesta. Izolace pomohla udržet umění nezraněné během antináboženského vandalismu kulturní revoluce. Avšak ani jeskyně se nevyhly rabování, kdy dne 10. února 2004 byly ukradeny dvě kamenné vyřezávané sochy Buddhy. Ukradenými památkami byla hlava Yangliu Guanyin s výklenku 6 a hlava císaře Wutonga s výklenku 7.

#### Další chrámy mimo oblast

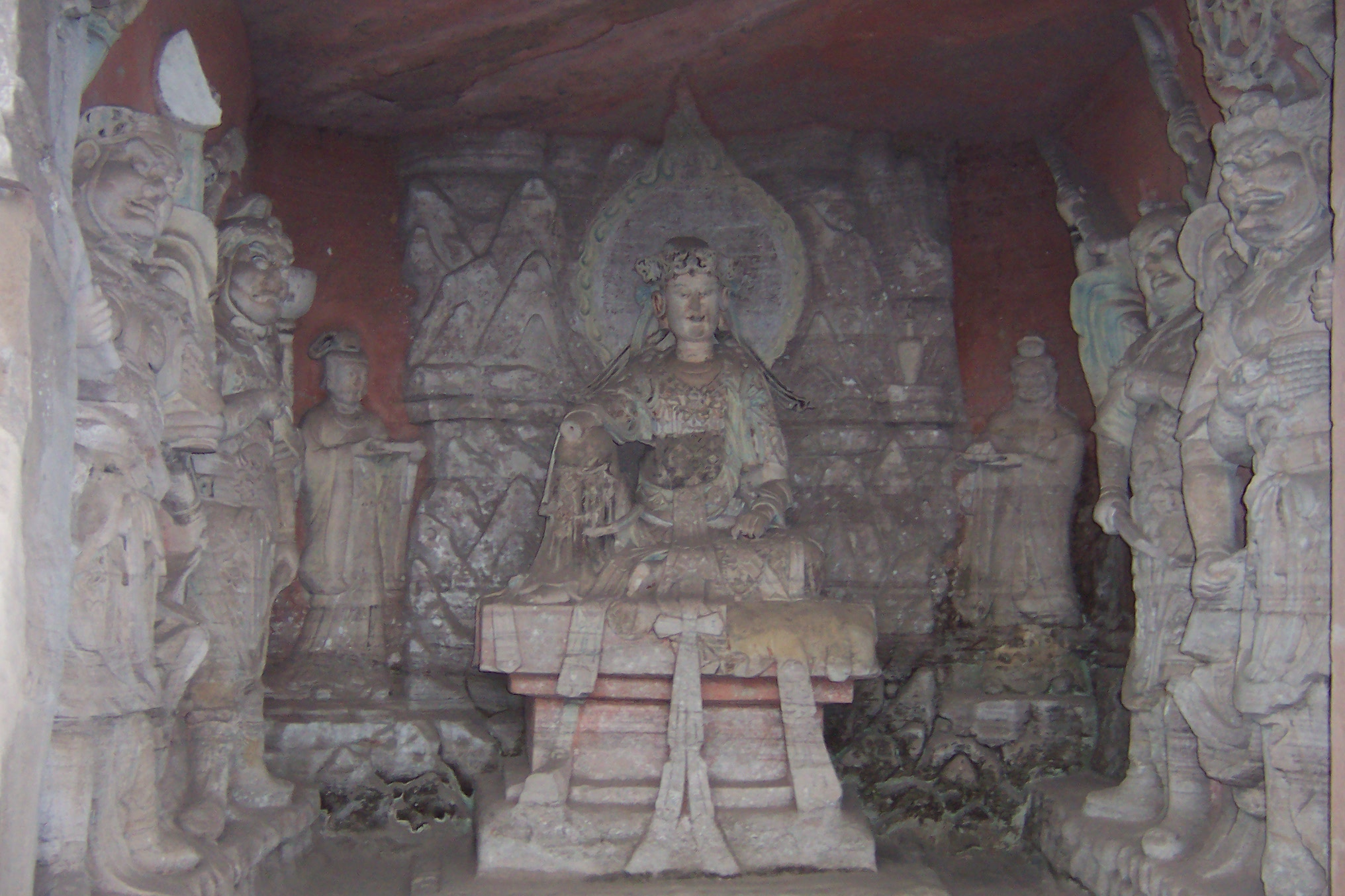
Guan Yin bódhisattva

- Socha v Pao-ting: nachází se 15 km severovýchodně od města Dazu. Socha byla vytvořena během 70 let. Výrobcem je mnich Zhao Zhifeng. Hora Baoding je jedním z posvátných míst buddhismu. Říká se, že „Emei stojí vzhůru, Baoding směruje dolů." V Baodingshanské kamenné řezbě má socha řezbáře Dafowan největší uměleckou hodnotu.Guan Yin bódhisattvaSocha v Bei Shan se nachází 1,5 km severně od města Dazu. Socha byla vytvořena za během 250 let a tak patří mezi nejstarší. Pocházejí již z roku 892 našeho letopočtu a byly postaveny vojenským guvernérem Wei Junjingem, který sem byl vyslán. V tomto období probíhá v S'-čuane kampaň proti povstalcům. Sochy jsou rozděleny do dvou skupiny.
  - první skupinu tvoří ty, které jsou nejstarší a obsahují vojenské kusy, včetně sochy samotného generála v životní velikosti a se zbrojí.
  - druhou skupinu tvoří ty, které se datují od 12. století. Sochy většinou obsahují Kwanyin, která je bohyni milosrdenství.

- Socha Nanshan
- Socha útesu Shimenshan
- Socha útesu Shizhu
- Multi-Pagoda

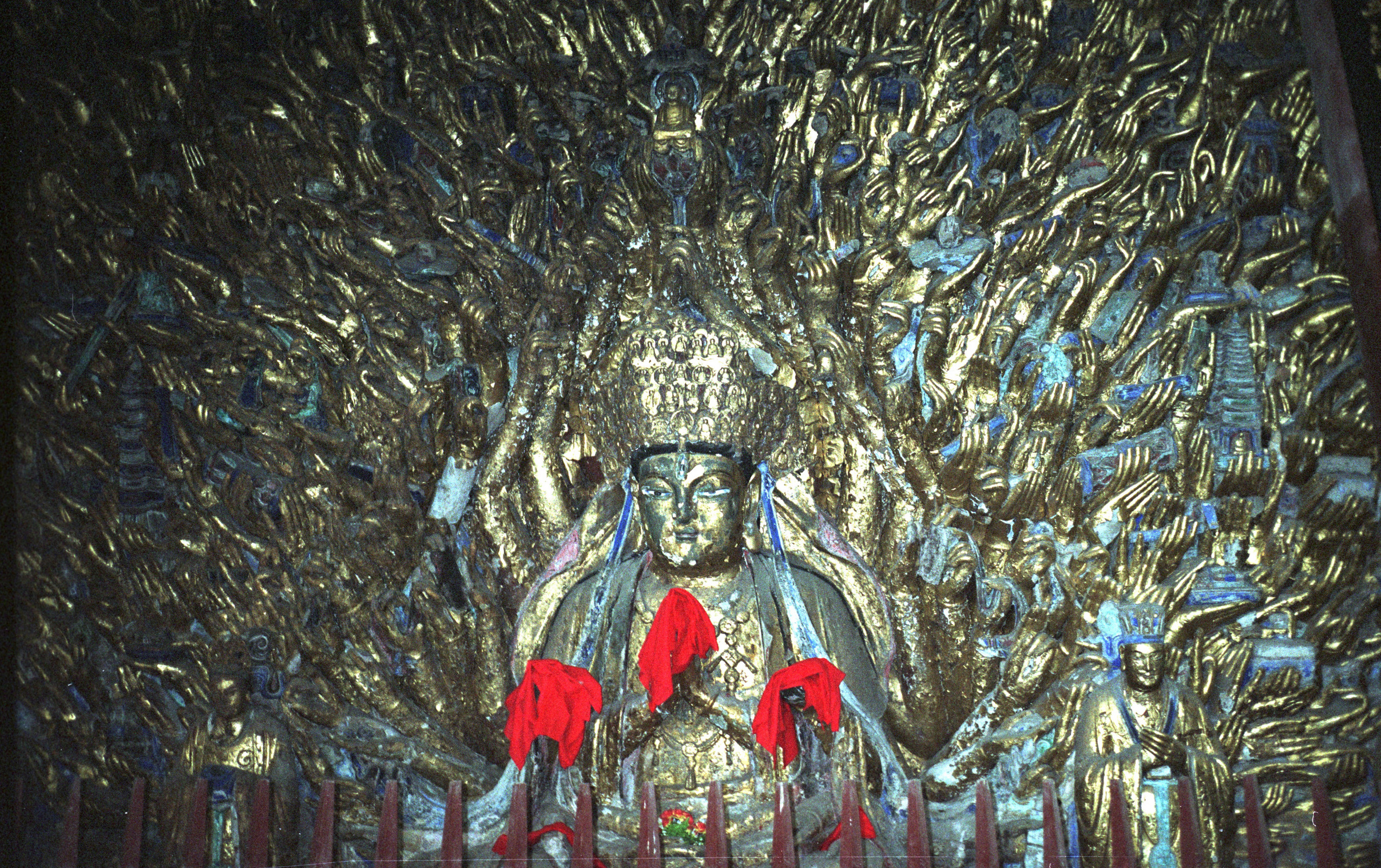
Tisíciruká Guanyin - Ve skutečnosti má celkem 1007 rukou třepetajícíc se jako plameny kolem postavy Guanyin. Každá ruka drží jiný symbol.
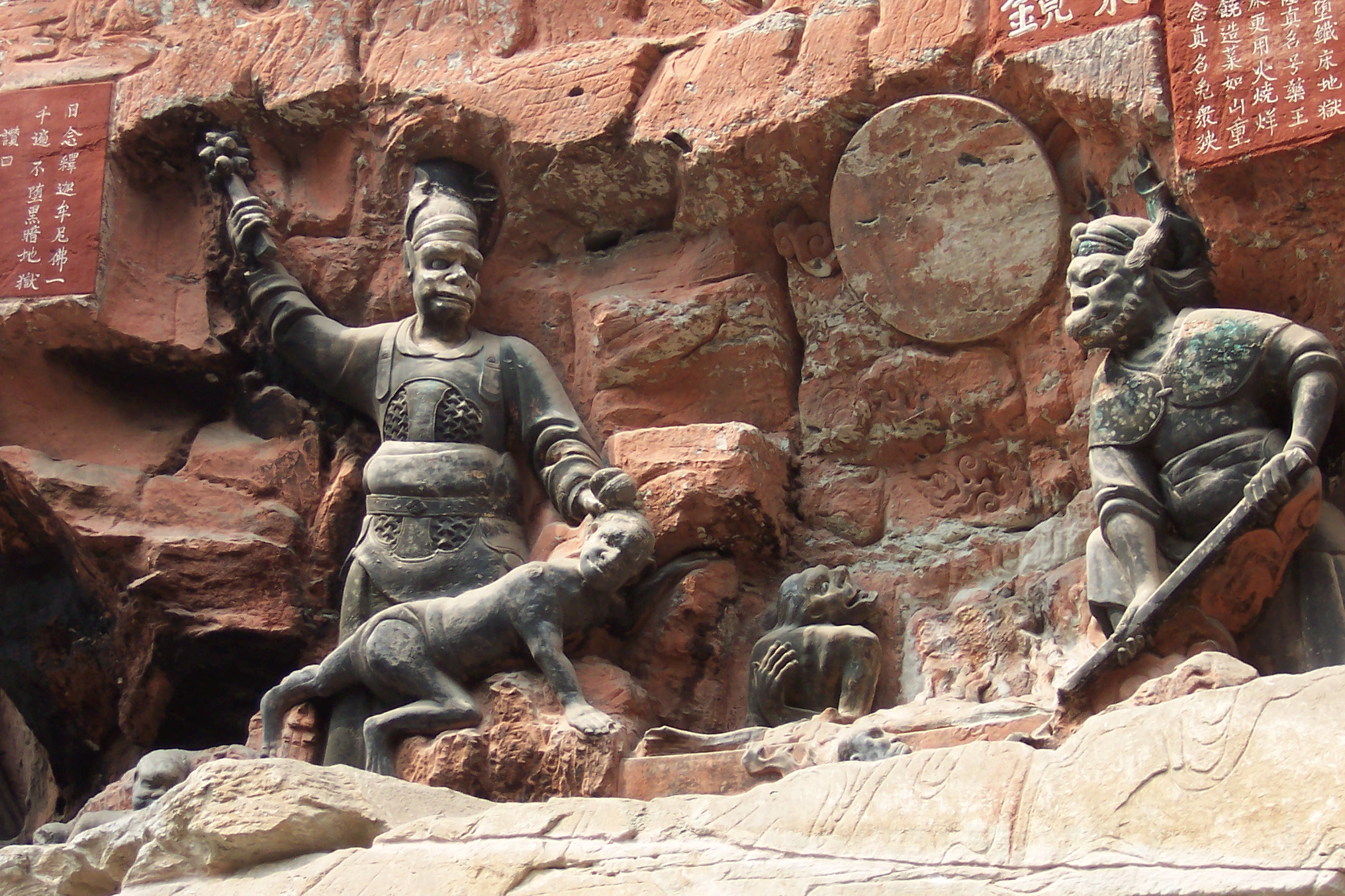
Buddhistické peklo 1
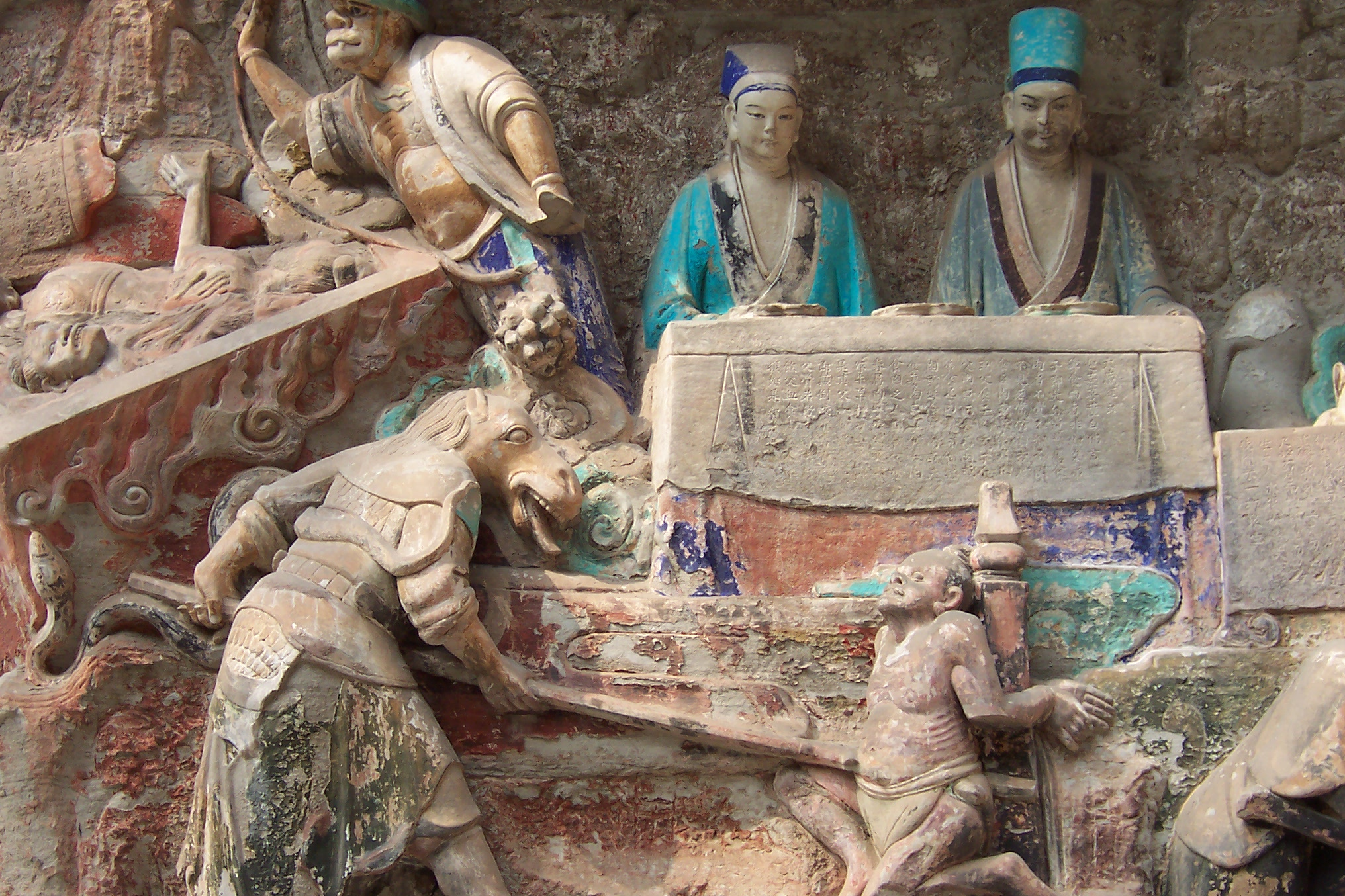
Buddhistické peklo 2 - Buddha a bódhisattvové hledí na opilé hříšníky, zatímco démoni se zvířecími hlavami zohavují další na hoře Nožů a v síni Useknutí kolen.
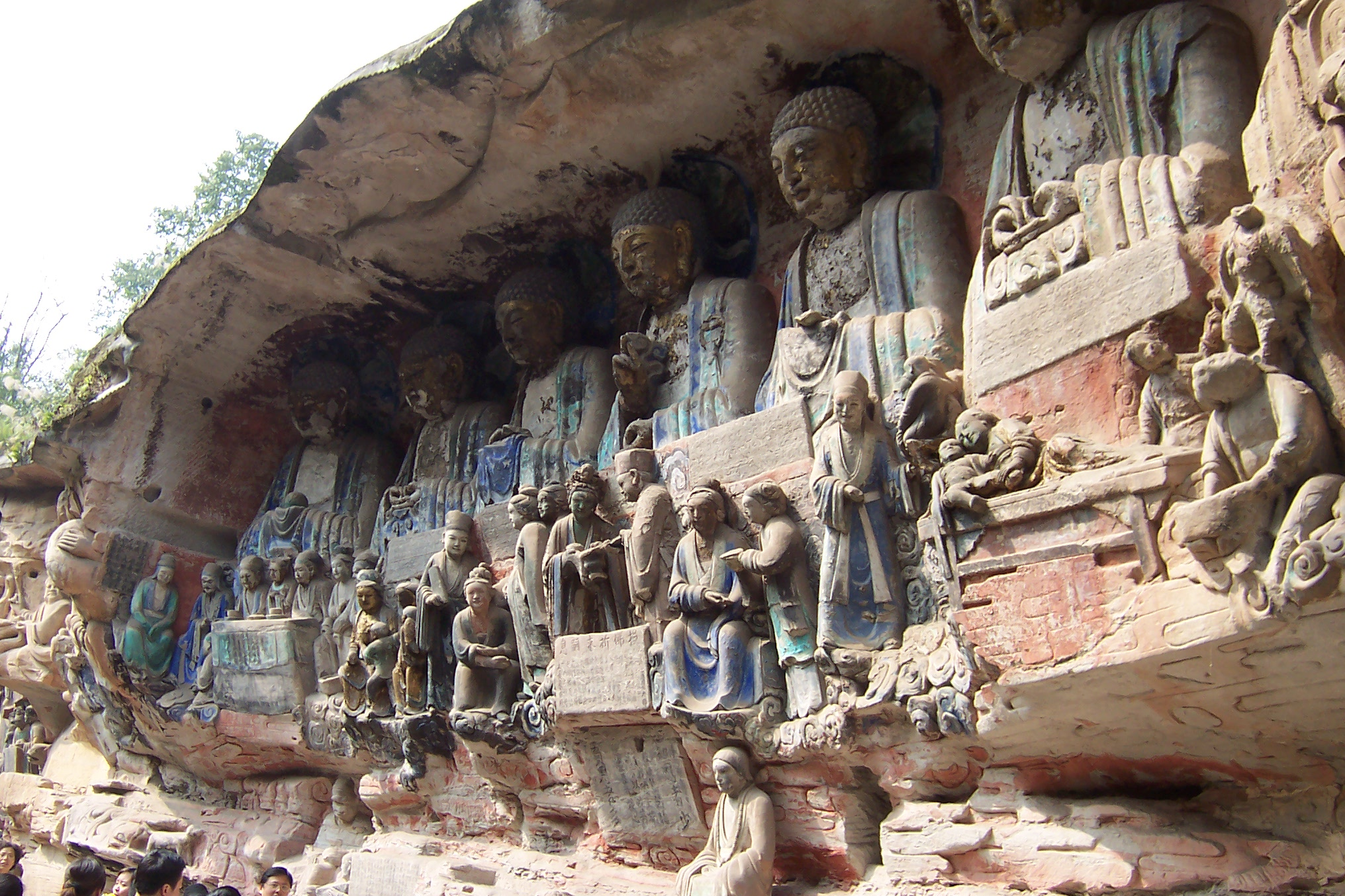
Soubor plastik v Ta-cu
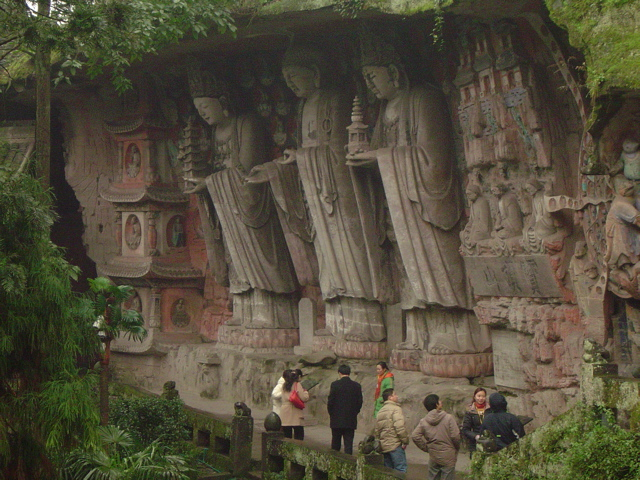
Tři preux d'Huayan na hoře Baoding
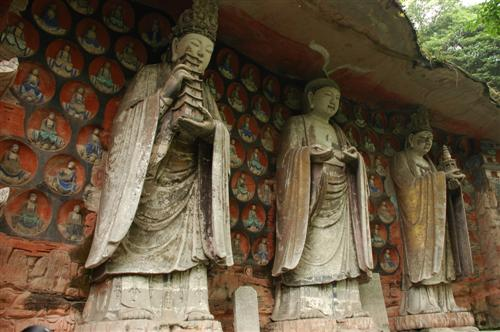
sochařská práce
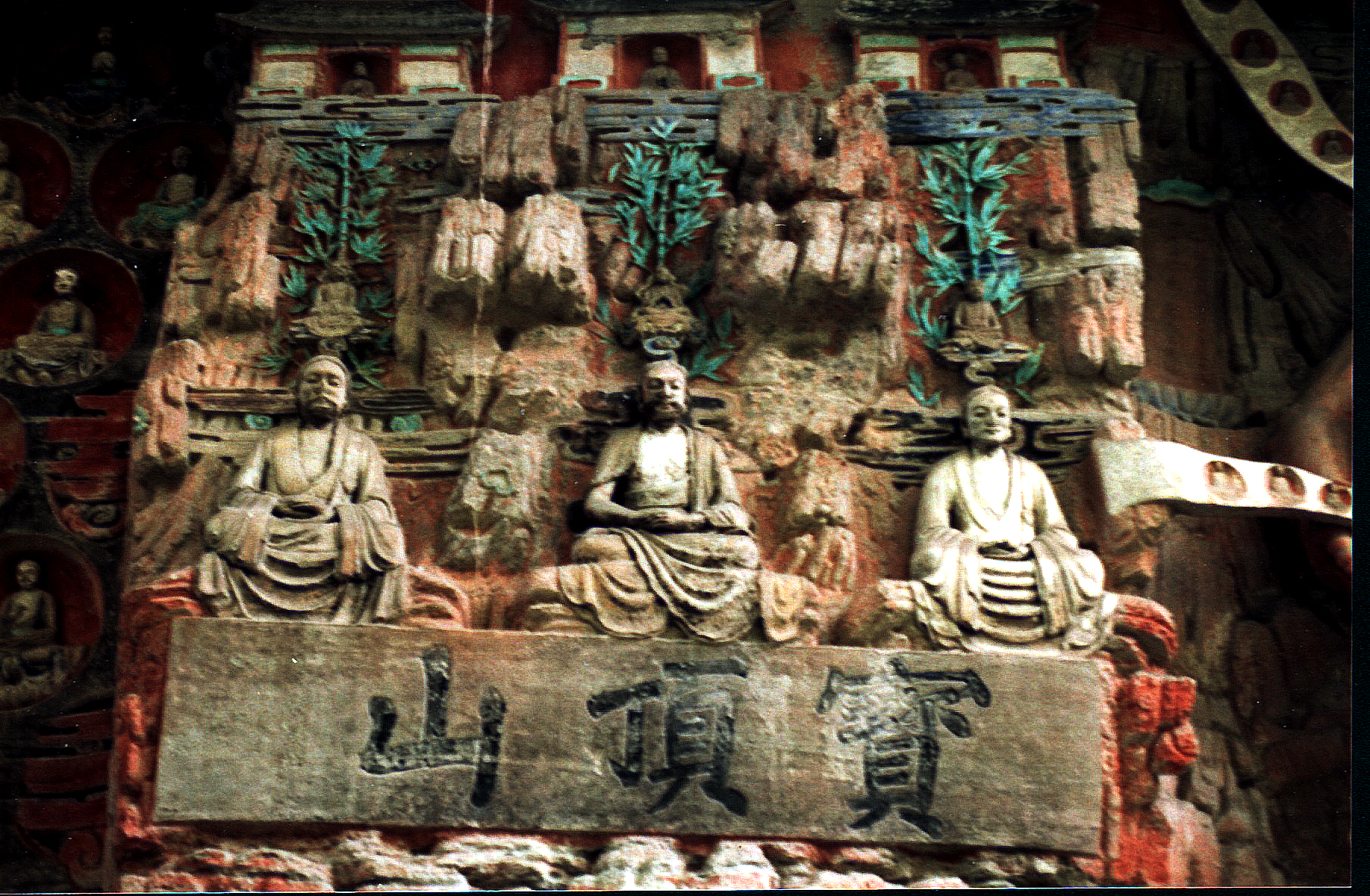
Kamenická práce
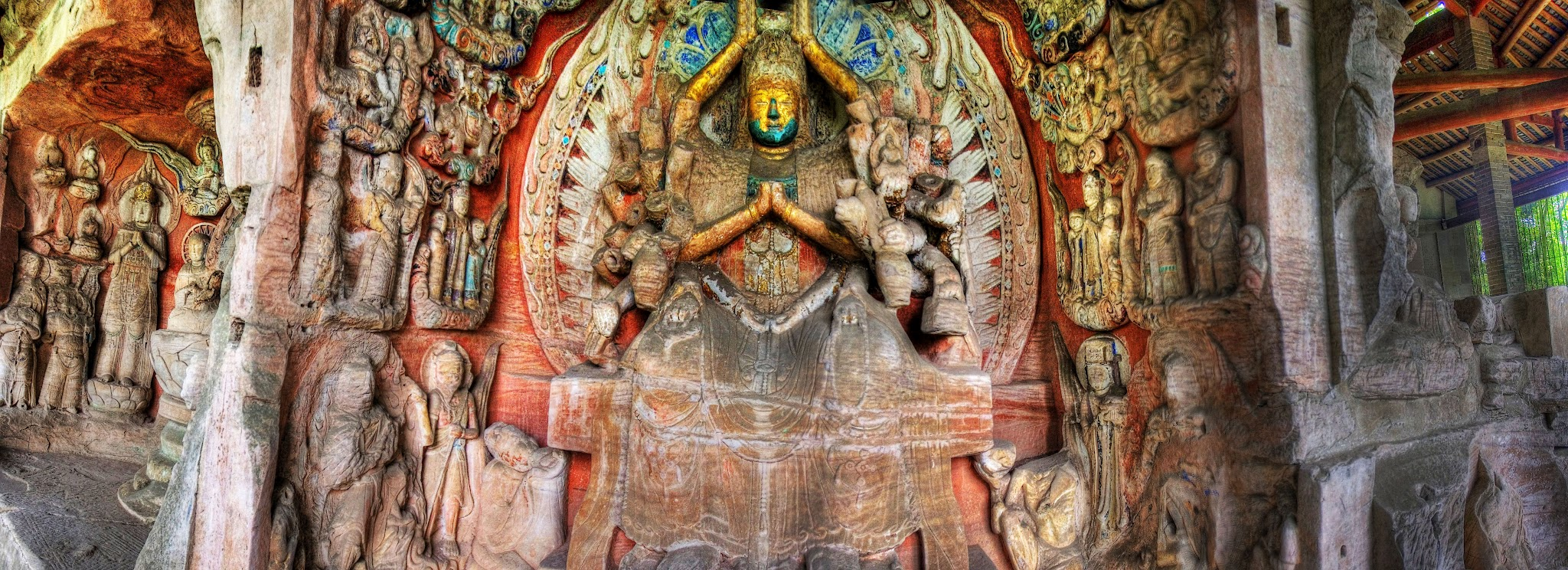
Řezbářská práce
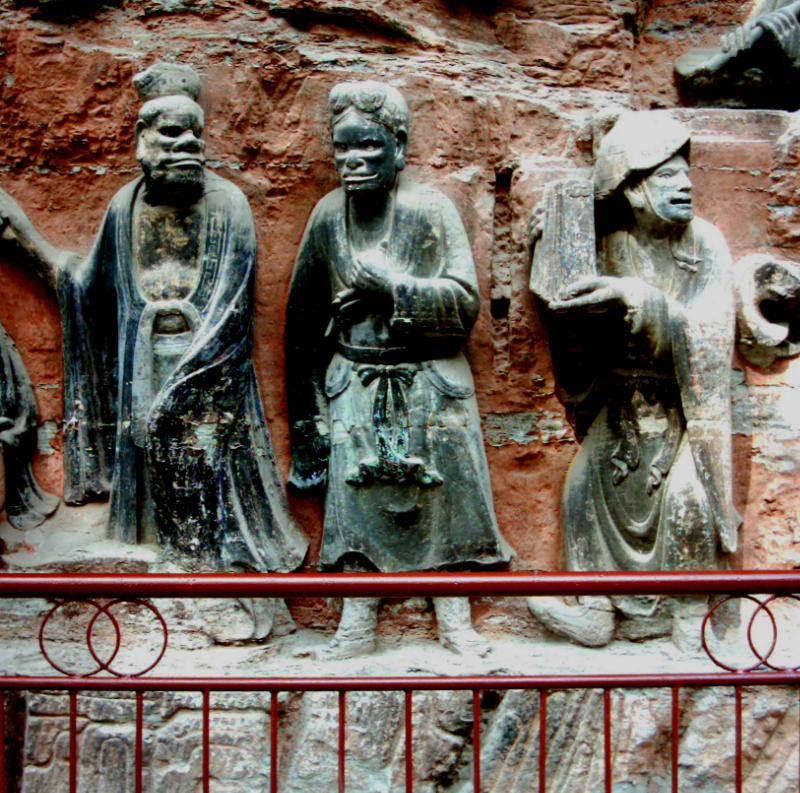
Skalní řezba
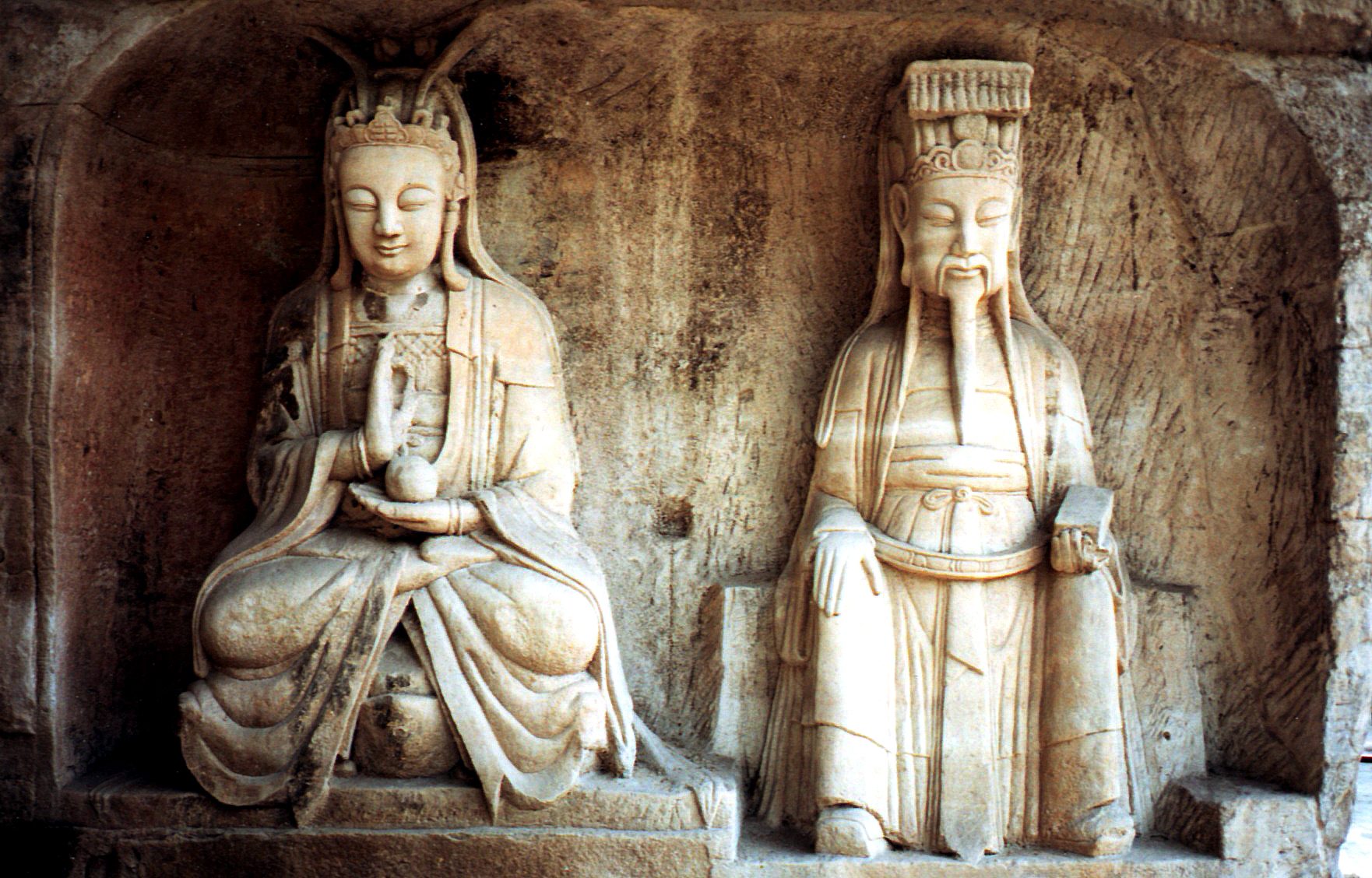
Řezbářská práce
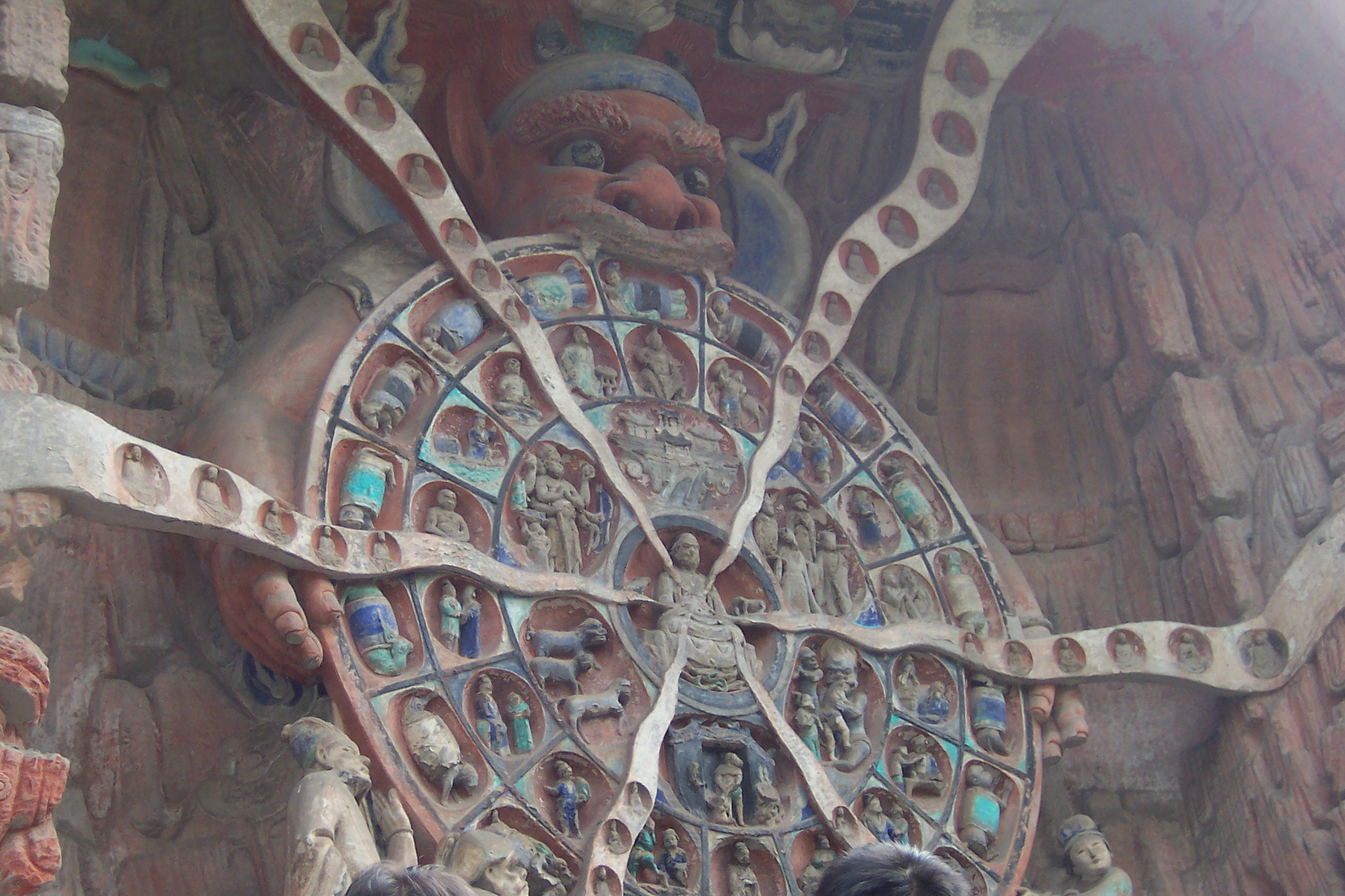
Kolo převtělování - Obrovský zubatý démon svírá kotouč, rozdělený na výseče, znázorňující všechny možné podoby reinkarnace, počínaje buddhovstvím a konče zvířata a duchy.
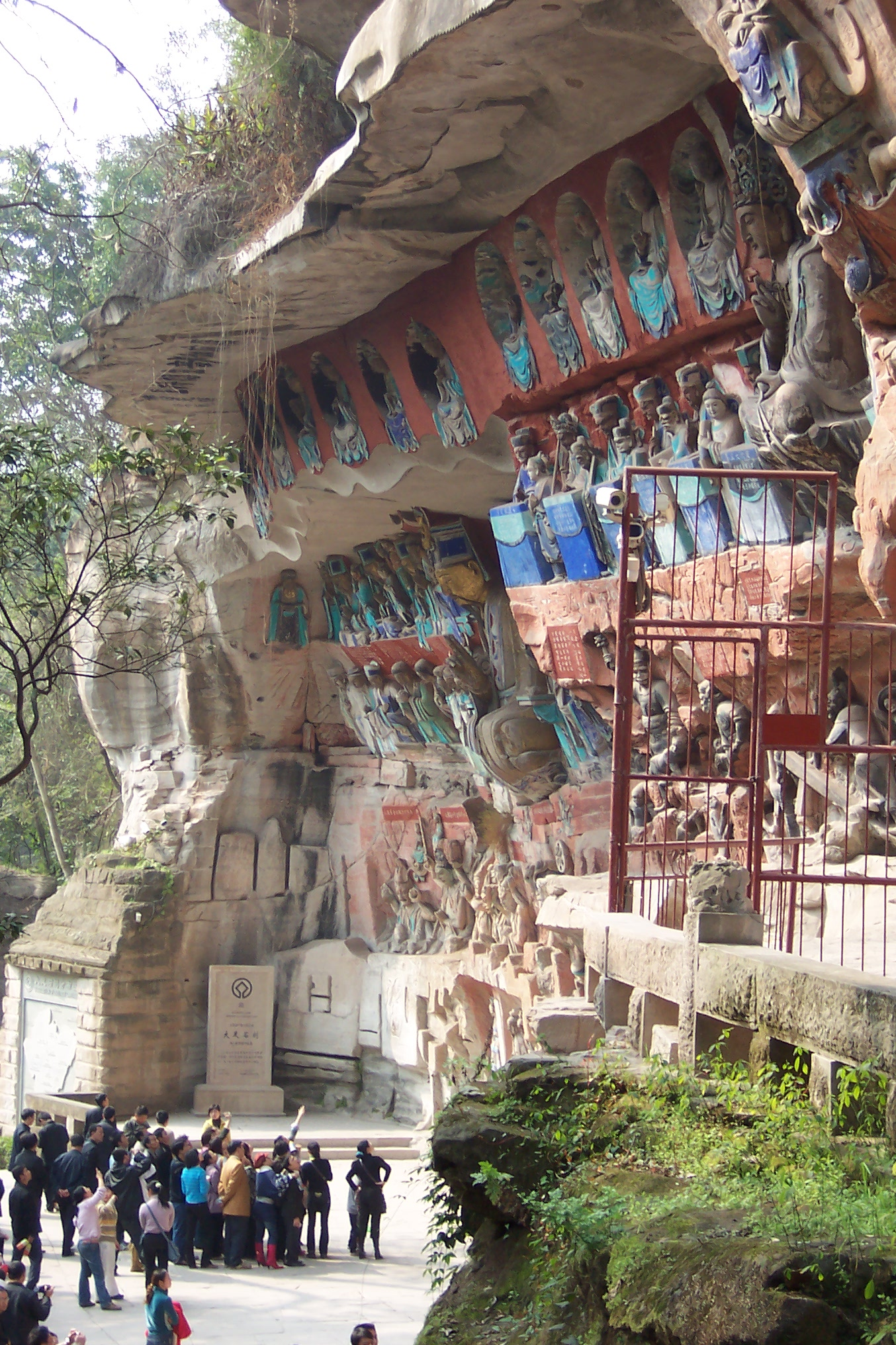
18 vrstev pekla

#### Videa
Jeskyně Mo-gao
- https://www.youtube.com/watch?v=R29A0GyLYlE
- https://www.youtube.com/watch?v=Sb0FaBfzRxg

Chrám Ping-ling
- https://www.youtube.com/watch?v=lzStAzoSvvg

Lešanský Buddha
- https://www.youtube.com/watch?v=XPe9fNWd7z0
- https://www.youtube.com/watch?v=vVUqYqMNkw4
- https://www.youtube.com/watch?v=mUwqg8CW8dE

Hora Fan-ťing-šan
- https://www.youtube.com/watch?v=nMTcPVs2cn0
- https://www.youtube.com/watch?v=UEug-HaeAHw

Skalní rytiny
- http://www.youtube.com/watch?v=STmFUHTPKSE
- http://www.youtube.com/watch?v=-jDdFrX4uIQ
- https://www.youtube.com/watch?v=G-4HqaWovIE
- https://www.youtube.com/watch?v=nT73CmRLspc